# Пищевая промышленность Беларуси
Пищевая промышленность (бел. Харчовая прамысловасць) — одна из важных отраслей промышленности Республики Беларусь, в 2019 году занимавшая 23,6% в общем объёме промышленного производства. По белорусской классификации, к пищевой промышленности относятся такие виды экономической деятельности, как производство продуктов питания, напитков (алкогольных и безалкогольных) и табачных изделий. Развито производство молочной, мясной, хлебобулочной, кондитерской продукции, сигарет, полностью обеспечиваются потребности республики в сахаре, алкогольных и безалкогольных напитках. В основном отрасль снабжается продукцией отечественного сельского хозяйства (за исключением производства сигарет, изделий из рыбы и, частично, хлебобулочных изделий и кондитерских изделий). Крупнейшие государственные предприятия мясной, молочной и хлебопродуктовой отраслей подчиняются Министерству сельского хозяйства и продовольствия Республики Беларусь, а государственные и частично акционированные предприятия других отраслей объединены в концерн «Белгоспищепром», который подчиняется напрямую Совету Министров Республики Беларусь.
По состоянию на 2019 год в отрасли действовала 1131 организация с 138,2 тыс. работников, объём промышленного производства составил 27,3 млрд. руб. (ок. 12,7 млрд. долларов). Пищевая промышленность наиболее развита в Брестской и Минской областях (в 2019 году предприятия этих областей произвели по 21-22% продуктов питания и напитков), а также в Гродненской области (19,4%). Молочные продукты в 2019 году составили 28,6% общего объёма производства отрасли, мясо и мясопродукты — 24,2%, корма для животных — 12,4%, напитки — 8%, растительные и животные масла, жиры — 4,4%, сахар и кондитерские изделия — 4,3%. Средняя рентабельность продаж по отрасли составила 8,4%, средняя зарплата рабочих в отрасли составила 93,6% от средней зарплаты в промышленности. Предприятия отрасли показали за 2019 год чистую прибыль в 1,2 млрд. руб. (ок. 550 млн долларов).

## Хлебобулочные изделия и хлебопродукты

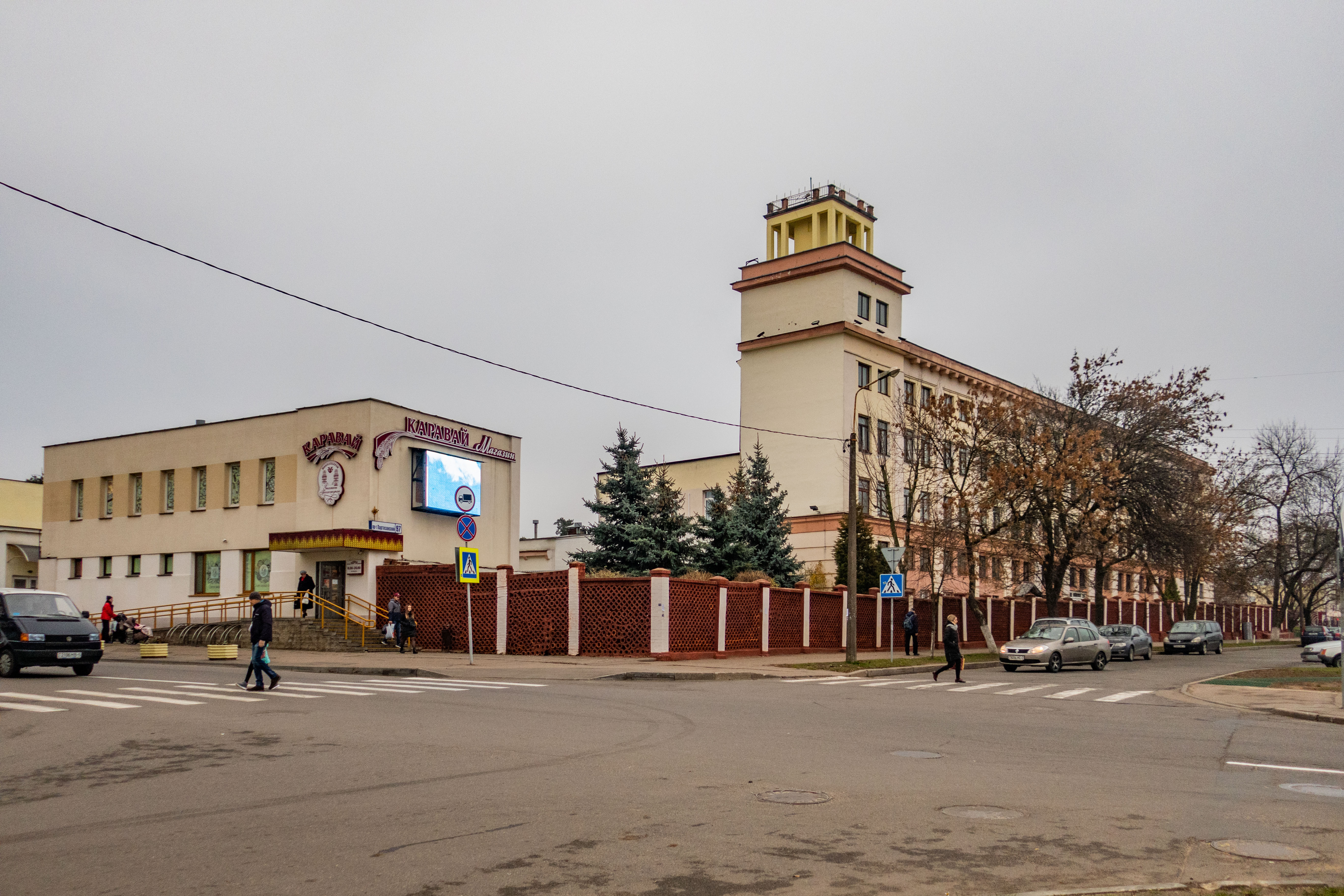
Минский хлебозавод № 3. Открыт в 1953 году для снабжения хлебобулочными изделиями рабочих автомобильного, тракторного, велосипедного заводов и других жителей юго-восточной части города.

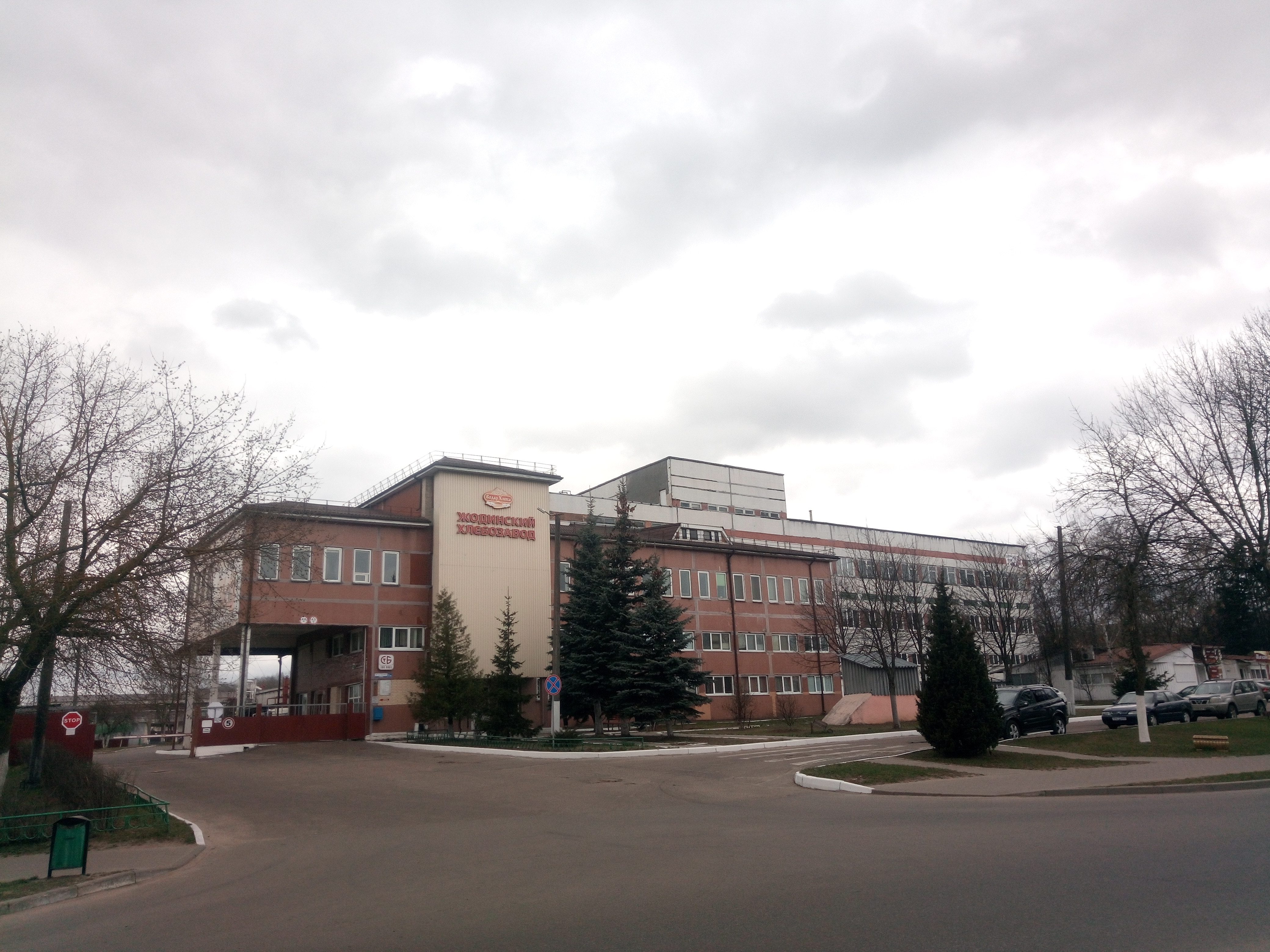
Жодинский хлебозавод — филиал ОАО «Борисовхлебпром».

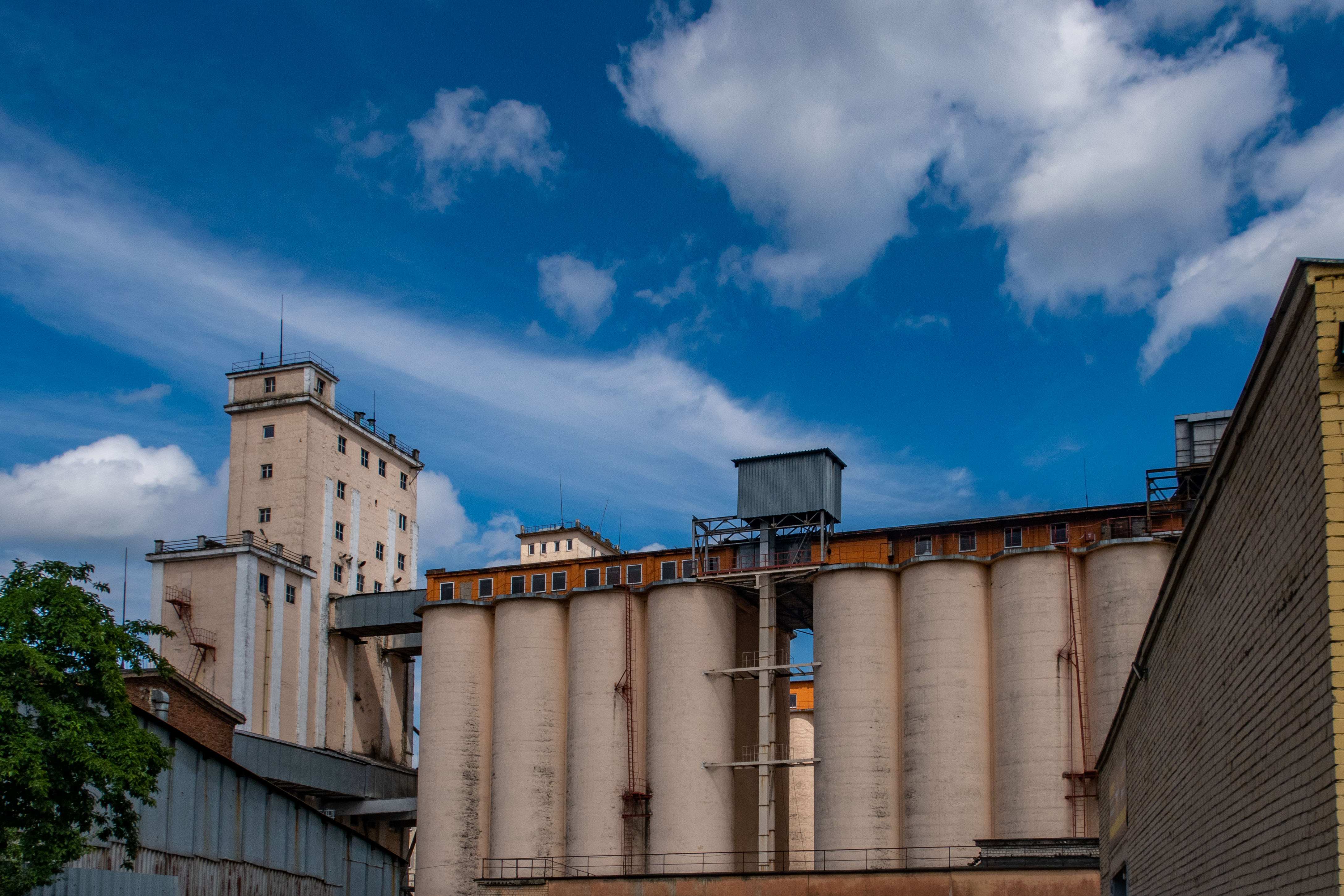
Производственные корпуса Минского комбината хлебопродуктов

Большинство крупных государственных хлебозаводов, равномерно распределённых по территории страны, находятся в составе территориальных производственных объединений:
- КУП «Минскхлебпром» (город Минск) — хлебозаводы № 2, 3, 4, 5, 6, «Автомат»[2];
- ОАО «Берестейский пекарь» (Брестская область) — 3 цеха (бывших хлебозавода) в Бресте, хлебозаводы Барановичей, Ганцевичей, Давид-Городка, Кобрина, Лунинца, Пинска, Столина[3][4];
- ОАО «Борисовхлебпром» (Минская область) — хлебозаводы Борисова, Вилейки, Жодино, Молодечно, Несвижа, Солигорска[5];
- ОАО «Булочно-кондитерская компания „Домочай“» (Могилёвская область) — хлебозаводы № 1, 3, 4 в Могилёве, по одному в Быхове, Бобруйске, Горках, Климовичах, Костюковичах, Кричеве, Мстиславле[6];
- ОАО «Витебскхлебпром» (Витебская область) — хлебозаводы № 1, 2 и две пекарни в Витебске, по одному хлебозаводу в Браславе, Верхнедвинске, Глубоком, Докшицах, Лепеле, Миорах, Новолукомле, Новополоцке, Орше и Полоцке[7];
- ОАО «Гомельхлебпром» (Гомельская область) — хлебозаводы № 2, 3, 4/1, 4/2 (бывший № 1) в Гомеле, по одному в Добруше, Жлобине, Калинковичах, Мозыре, Речице, Рогачёве, Светлогорске[8];
- ОАО «Гроднохлебпром» (Гродненская область) — 3 цеха (бывших хлебозавода) в Гродно, по одному хлебозаводу в Волковыске, Лиде, Новогрудке, Слониме, Сморгони[9].

Более мелкие хлебозаводы существуют в большинстве районных центров страны и в некоторых крупных посёлках — как правило в качестве производственных участков в системе потребительской кооперации. По экономическим причинам и в связи со снижением доли хлеба в питании некоторые из них закрываются — в частности, в Житковичах и Толочине. В июле 2019 года работники недавно модернизированного Любанского хлебозавода вышли на стихийный митинг из-за снижения зарплат.
В 2000-х годах некоторые крупные розничные торговые сети организовали собственные производства по выпечке отдельных видов хлебобулочной продукции.
Производство муки, макаронных изделий и комбикорма для кормления сельскохозяйственных животных сосредоточено на преимущественно государственных комбинатах хлебопродуктов. Самые крупные производители муки в 2018 году находились в Гродненской области (115,7 тыс. т), Минской области (114,1 тыс. т), Брестской области (97 тыс. т) и Минске (94,7 тыс. т), в других областях — по 57-72 тыс. т. В 2020 году предприятия Минской области произвели больше муки, чем в Гродненской области (22,2% и 22% соответственно), далее следовали предприятия Минска (16,2%) и Брестской области (15,3%). Крупные производители макарон сосредоточены в Минской области (28,5 тыс. т в 2018 году; ОАО «Боримак» и др.), Гродненской области (5,9 тыс. т; ОАО «Лидахлебопродукт») и Минске (3,9 тыс. т; ОАО «Минский комбинат хлебопродуктов»). Объёмы производства комбикорма относительно стабильны во всех областях, причём в Минской области они составляют более 1,5 млн т, в Гродненской — около 1,2 млн т, в Брестской, Витебской и Гомельской — примерно по 1 млн т ежегодно. Поскольку в Республике Беларусь почти не выращивается пшеница твёрдых сортов, макаронные изделия обычно производятся из отборной пшеницы мягких сортов, а твёрдая пшеница для производства макаронных изделий импортируется.
К 2020 году 24 комбината хлебопродуктов накопили 1,28 млрд рублей (ок. 600 млн долларов) долгов, которые в мае 2020 года были реструктуризированы путём предоставления государственной поддержки из бюджетных средств под залог дополнительной эмиссии акций или облигаций с их выкупом в 2025—2029 годах. Крупнейшими должниками являлись Климовичский и Борисовский комбинаты хлебопродуктов (по 140 млн руб.). В 2021 году Оршанскому комбинату хлебопродуктов было списано 2,4 млн руб. (ок. 1 млн долларов) долгов по кредитам.

## Мясная промышленность

Мясные консервы Берёзовского МКК

В 2002 году мясопереработка была ведущей отраслью пищевой промышленности (25,6% в объёме валовой продукции). По состоянию на 2015 год в отрасли действовало около 200 предприятий, крупнейшими производителями являются мясокомбинаты с долей государства от 7% до 100%.
Мясопродукты являются важной статьёй экспорта (20% экспорта сельскохозяйственного сырья и продовольствия в 2014 году). 97% экспорта мясопродуктов в 2014 году направлялось в Россию. В 2014 году экспортировались главным образом мясо и пищевые субпродукты из мяса птицы (36%), свежая и охлаждённая говядина (30%), колбасы (15%), замороженная говядина (10%). Экспортируется около трети производимых мяса и мясопродуктов (в т.ч. половина мяса крупного рогатого скота), импорт составляет 6-20% потребления. В структуре импорта важное место занимает дешёвая свинина из Польши, а также мясо и мясная продукция из Германии, Дании и Нидерландов; значительны объёмы импорта мяса птицы и изделий из него из Украины, Польши, Бельгии и других стран.
Отличительной особенностью белорусской мясной промышленности является преобладание мяса птицы (44,9%, главным образом — цыплята-бройлеры) над говядиной (24,9%) и свининой (24%), что связано с экономическими причинами: короткий технологический цикл и меньшее потребление корма. Отмечается отрицательная рентабельность продаж говядины и свинины на внутреннем рынке, вызванные регулированием отпускных и закупочных цен. Большим ударом для производителей свинины стала вспышка африканской чумы свиней в 2013—2014 годах. Коэффициент использования производственных мощностей составляет в среднем по мясоперерабатывающей отрасли 60-80%. Некоторые предприятия отрасли накопили большие объёмы долгов. Для уменьшения кредиторской задолженности Борисовский мясокомбинат, чьи обязательства значительно превышали активы, был реорганизован в новое юридическое лицо, которое стало правопреемником лишь небольшой частью долгов прежней компании.
62% колбасных изделий составляют варёные колбасы, сосиски и сардельки, в то время как полукопчёных колбас производится менее 10%, сырокопчёных и сыровяленых — также менее 10%. Крупнейшими производителями колбасных изделий в 2012 году являлись Гродненский и Брестский мясокомбинаты (22,8 и 21,8 тыс. т соответственно), по 14-18 тыс. т колбас произвели мясокомбинаты в Витебске, Могилёве, Берёзе, Волковыске и Минске, по 10-12 тыс. т — мясокомбинаты в Гомеле, Слониме и Слуцке. В 2020 году 33,9% колбас было произведено на предприятиях Брестской области, 23,1% — Гродненской области, 16,2% — Минской области, 10,8% — Витебской области, 8,4% — Могилёвской области, 7,4% — Гомельской области, 0,2% — Минска (Минский мясокомбинат юридически относится к Минской области).
Развито производство мясных консервов. По состоянию на начало 2000-х годов крупнейшими государственными предприятиями отрасли являлись Барановичский, Берёзовский и Оршанский мясоконсервные комбинаты. В 2007—2009 годах на Барановичском мясоконсервном комбинате, расположенном в черте города, был прекращён убой скота, а комбинат был передан в подчинение Берёзовскому мясоконсервному комбинату. В 2012 году крупнейшими производителями мясных консервов были Оршанский и Берёзовский мясоконсервные комбинаты, а мясокомбинаты в Жлобине, Калинковичах, Минске, Слониме, Слуцке производили в 5-15 раз меньше мясных консервов.
В 2018 и 2019 годах крупнейшими предприятиями отрасли по объёму выручки стали ОАО «Смолевичи Бройлер» в посёлке Октябрьский (50% акций у государства; предприятие связано с белорусско-британским СЗАО «Серволюкс») и Брестский мясокомбинат (доля государства — 43,8%). Другие крупные предприятия — Гродненский, Волковысский, Минский, Могилёвский, Слонимский и Слуцкий мясокомбинаты, агрокомбинат «Дзержинский», Витебская бройлерная птицефабрика, Берёзовский мясоконсервный комбинат.
В 2000-е — 2010-е годы в отрасль привлекались иностранные инвестиции (главным образом из Польши, Литвы, России и Латвии). Были созданы крупные мясоперерабатывающие предприятия ИП ООО «Инко-фуд» польского бизнесмена Кшиштофа Михала Стемпеня, активное в Брестской области; СООО «Квинфуд» (торговая марка «Гродфуд», Гродно), связанное с польскими и литовскими бизнесменами; «СерволюксАгро» (Межисетки, Могилёвский район); СЗАО «Белатмит» латвийских инвесторов (город Быхов Могилёвской области). В 2009 году с разрешения Александра Лукашенко компания «Трайпл» Юрия Чижа купила Молодечненский мясокомбинат, переименовала в «Трайпл-Велес», затем — в «Велес-Мит» и начала расширение производства. В 2014 году «Велес-Мит» был выкуплен бывшим бизнес-партнёром Чижа Алексеем Олексиным.
Производство колбасных изделий (тыс. т):

## Производство молочных изделий

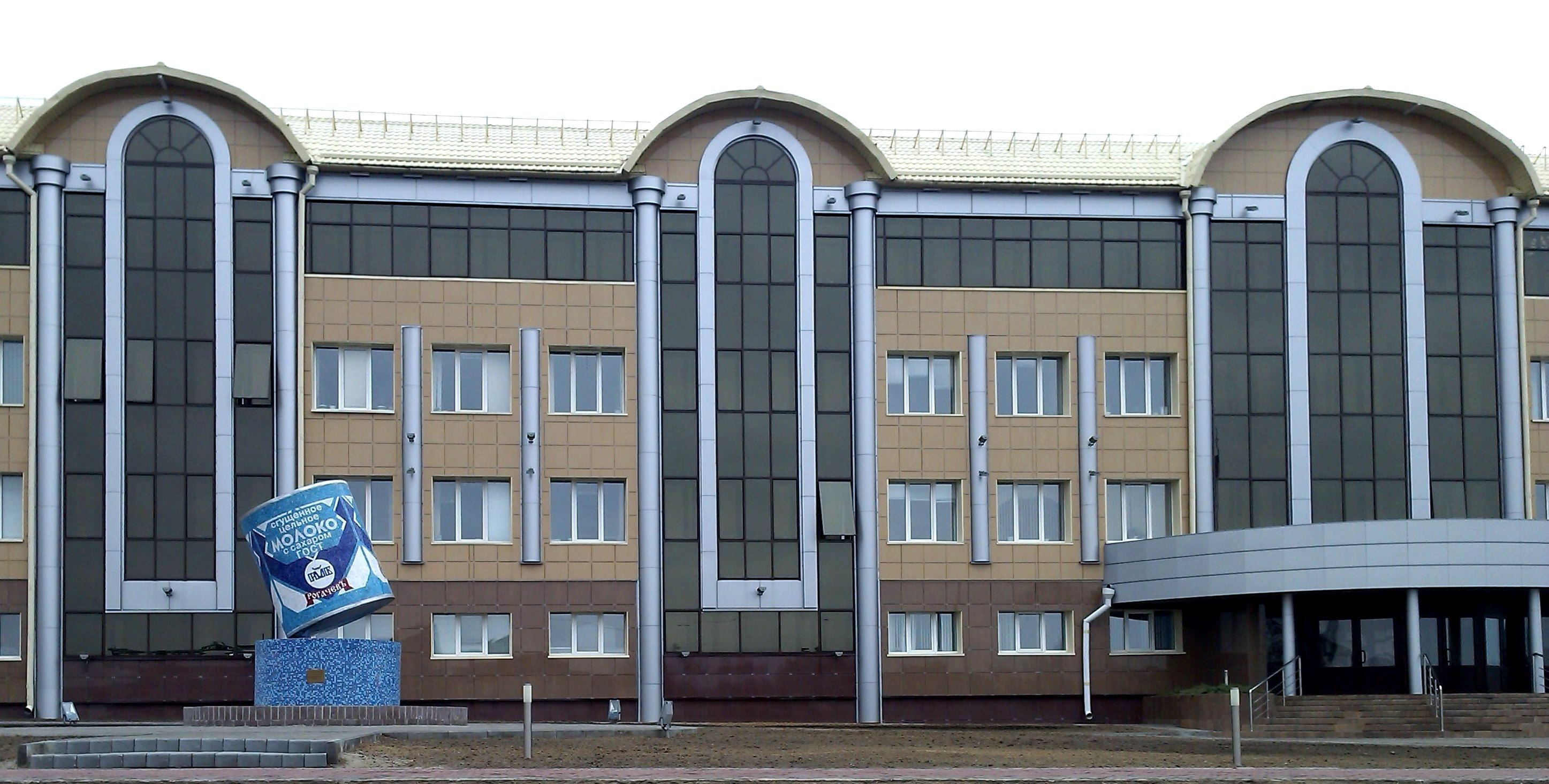
Рогачёвский молочноконсервный комбинат.

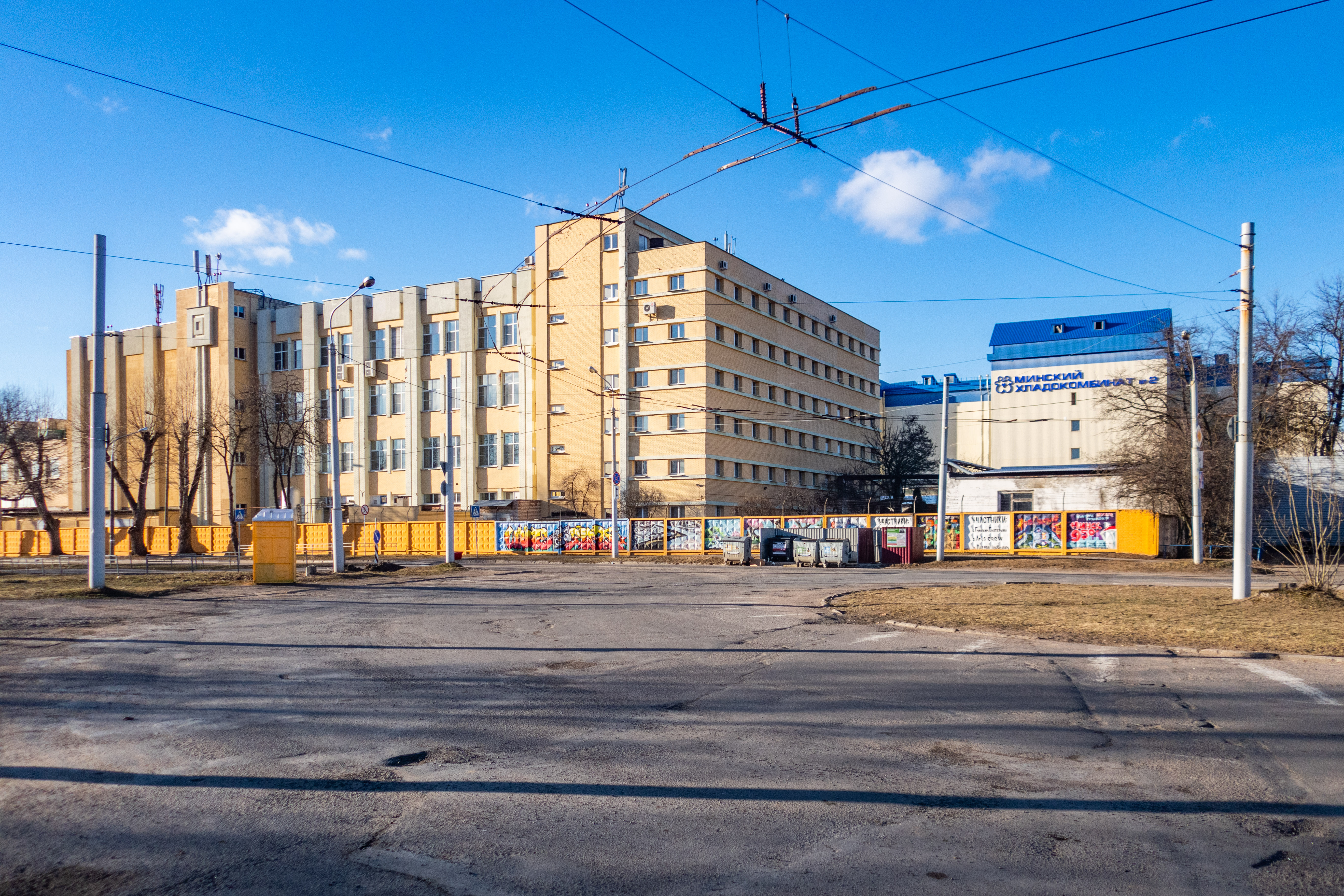
Минский хладокомбинат № 2 на ул. Маяковского — один из крупнейших производителей мороженого в Республике Беларусь

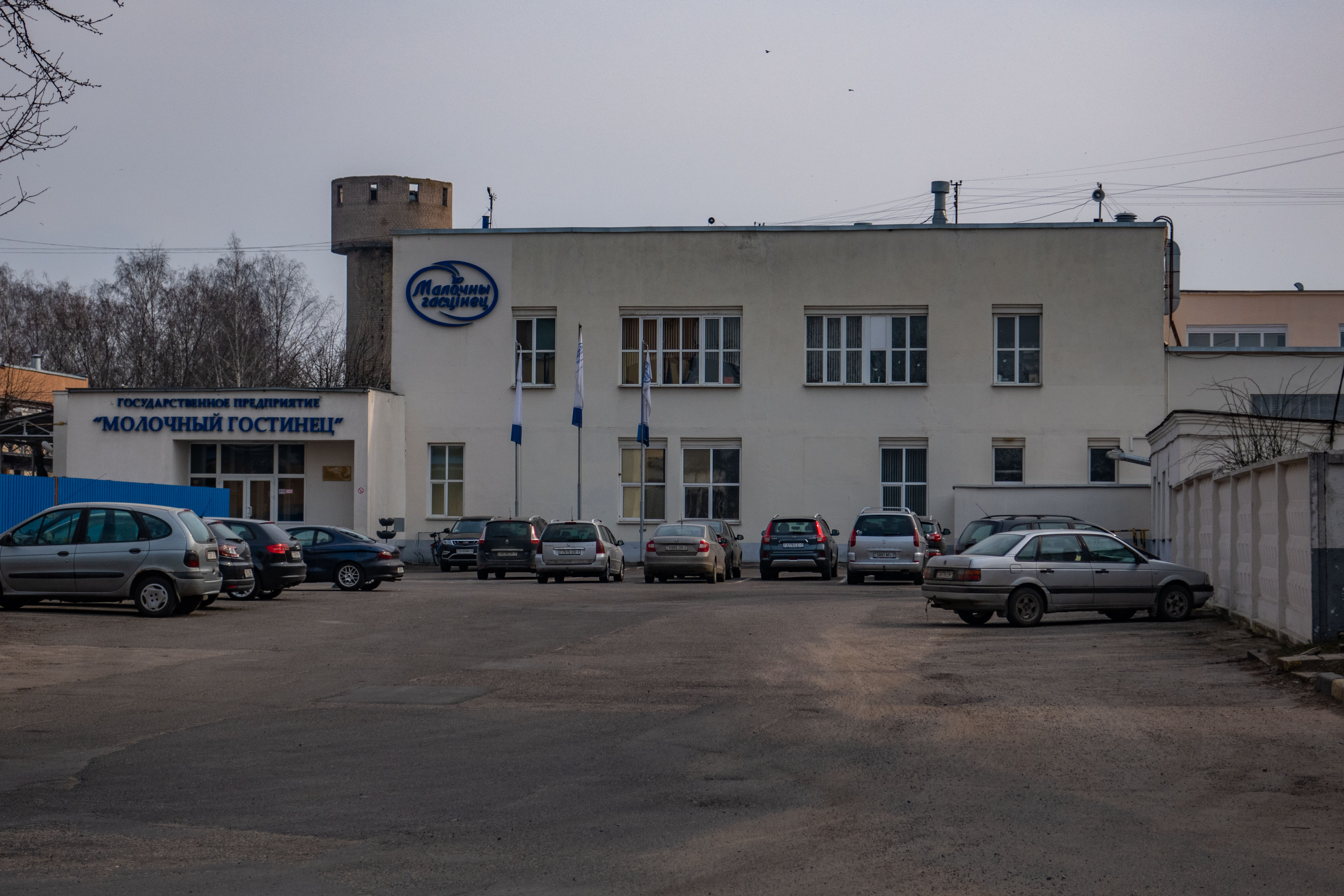
Проходная Минского гормолзавода № 2 на Партизанском проспекте («Малочны гасцінец»)

Производство молочных изделий (молочная промышленность) — важнейшая отрасль пищевой промышленности Республики Беларусь, составляющая 28,6% в объёме производства продуктов питания, напитков и табачных изделий (данные за 2019 год). Отрасль отличается экспортной ориентированностью: в 2014 году более 60% произведённой молочной продукции экспортировалось.
Ёмкость внутреннего рынка молочных изделий оценивается в 900—1000 тыс. т. Розничные продажи сливочного масла в 2009—2014 годах составляли от 22 до 33 кг на человека в год, сыров — 35-41 кг. По статистике, 95,3% жителей Беларуси потребляют молоко, 66,2% — кефир, 63,7% — сметану, 55,6% — творог, 32% — йогурты, 23% — сырково-творожные изделия, 8,6% — ряженку, 5,8% — кисломолочные продукты, 3,9% — молочные десерты.
Предпосылки для развития молочной отрасли Республики Беларусь были заложены в 1970-е — 1980-е годы, когда Белорусская ССР специализировалась на молочном животноводстве. В конце 2000-х годов российская компания «Юнимилк» организовала совместные предприятия в Пружанах (Брестская область) и Шклове (Могилёвская область). В 2010 году головную компанию купила французская компания «Danone», которой отошли и два белорусских предприятия. «Danone» рассматривал возможность покупки крупного Слуцкого сыродельного комбината, но в 2012 году после критики Александра Лукашенко отказывается от намерений. В 2009 году белорусский бизнесмен Игорь Чернявский при поддержке государственного Белагропромбанка начал строительство Туровского молочного комбината, который специализируется на производстве мягких итальянских сыров. В Несвиже в 2010-е годы был построен Несвижский завод детского питания (группа «Биоком»). В 2010-е годы российская Kraun Group организует совместные предприятия по выпуску сыров и заменителей цельного молока в Верхнедвинске (Витебская область) и Малорите (Брестская область). В 2014 году, после введения Россией санкций против продовольственных товаров из Евросоюза, белорусские производители нарастили импорт сырого молока в Польше, Литве, Латвии и увеличили экспорт переработанной молочной продукции, хотя из-за девальвации доходы, напротив, сократились. Ряд литовских инвесторов прорабатывал вопрос о покупке крупных молочных предприятий (гормолзаводы №1 и №2 в Минске, Берёзовский сыродельный комбинат), но Министерство сельского хозяйство высказалось против приватизации. В 2010-е годы активизировалась работа по созданию холдингов на базе государственных предприятий в каждой из областей с головными предприятиями в лице ОАО «Милкавита» (Гомельская область), ОАО «Здравушка-милк» (Борисов) и ОАО «Слуцкий сыродельный комбинат». В 2018—2020 годах два крупных молокоперерабатывающих предприятия Брестской области (Берёзовский сыродельный комбинат и Барановичский молочный комбинат) были проданы ОАО «Савушкин продукт» без аукциона.
В 2014 году крупнейшими предприятиями отрасли по объёму выручки были ОАО «Савушкин продукт» (Брест), ОАО «Слуцкий сыродельный комбинат» и ОАО «Бабушкина крынка» (Могилёв): за первые 9 месяцев 2014 года их выручка составляла 353, 290 и 272 млн долларов соответственно. Другие предприятия значительно отставали от них по объёму выручки: ОАО «Милкавита» (Гомель, 168 млн долларов за этот же период), ОАО «Рогачёвский МКК» (155 млн долларов), Минский молочный завод №1 (144 млн долларов), Лидский МКК (142 млн долларов), Берёзовский сыродельный комбинат (138 млн долларов), ОАО «Беллакт» (Волковыск, 26 млн долларов), ОАО «Молоко» (Витебск, 88 млн долларов).
В 2018 году больше всего цельномолочной продукции было произведено в Брестской области (594,7 тыс. т, или 29,3% от общего объёма производства в стране), Могилёвской области (320 тыс. т, или 15,8%) и Минске (314 тыс. т, или 15,5%), меньше всего — в Витебской области (148,1 тыс. т, или 7,3%). В 2020 году значительно увеличилась доля производства цельномолочных изделий в Минской области выросла до 28,4% за счёт юридического присоединения минских гормолзаводов к холдингам, базирующимся в Минской области. В 2018 году по производству сухого молока и сливок лидировали предприятия Минской и Гродненской областей (40,4 и 39,4 тыс. т соответственно, или почти по 25%). В производстве творога и творожных изделий (128,8 тыс. т) лидировали предприятия Брестской области (52 тыс. т) и Минска (27,2 тыс. т), в производстве сыров (203,2 тыс. т) — Брестской (72,4 тыс. т) и Гродненской (40 тыс. т) областей, в производстве сливочного масла (115,2 тыс. т) — Минской (26,7 тыс. т) и Брестской (22,2 тыс. т) областей.
На производстве сгущённого молока специализируются два завода — Глубокский и Рогачёвский молочноконсервные комбинаты.
Мороженое
В производстве мороженого активны частные производители мороженого и построенные в СССР хладокомбинаты. Крупнейшие игроки на белорусском рынке мороженого — брестское СП «Санта-Импекс» Александра Мошенского (около 26% в 2014 году), СООО «Морозпродукт» литовских бизнесменов Ричарда и Арвидаса Мацулявичуса (город Марьина Горка Минской области; 18%), Минский хладокомбинат (16,5%), СООО «Ингман мороженое» (Гомель, 8,6%; в 2009 году контрольный пакет Гомельской фабрики мороженого был куплен финской компанией Ingman Ice Cream, которую в 2012 году приобрёл конгломерат Unilever; в 2016 году Unilver продал гомельскую фабрику российскому бизнесмену Андрею Бесхмельницкому). Объём потребления мороженого составляет около 3 кг на человека в год, что в 2-3 раза ниже среднеевропейского уровня и в 6-7 раз ниже аналогичного показателя в США. Учитывая особенности спроса, 75-80% объёма производства приходится на порционное мороженое (в стаканчиках и на палочке), а доля развесного мороженого по мировым меркам невелика. В 2018 году в Республике Беларусь было произведено 34,5 тыс. т мороженого.
Статистика производства и экспорта молочных изделий
Производство цельномолочной продукции в пересчёте на молоко (тыс. т):
Производство масла сливочного (тыс. т):
Производство сыров, кроме плавленого (тыс. т):
Кроме вышеперечисленных основных продуктов, в Республике Беларусь в 2019 году было произведено 138,8 тыс. т творога и творожных изделий, 7,4 тыс. т плавленого сыра, 65,4 тыс. т молока и сливок сгущённых не в твёрдых формах. В 2019 году было произведено 164,4 тыс. т сухих молока и сливок, 687,6 тыс. т сыворотки.
Экспорт молочной продукции в 2020 году составил около 2,2 млрд. долларов, в том числе:
- несгущённые молоко и сливки — 234,6 тыс. т на 185,8 млн долларов;
- сгущённые и сухие молоко и сливки — 214,7 тыс. т на 465 млн долларов;
- пахта, йогурт, кефир — 133,7 тыс. т на 184,5 млн долларов;
- молочная сыворотка — 141,3 тыс. т на 94,8 млн долларов;
- сливочное масло — 83,9 тыс. т на 387,7 млн долларов;
- сыры и творог — 274,5 тыс. т на 1064,7 млн долларов.

## Сахарная промышленность

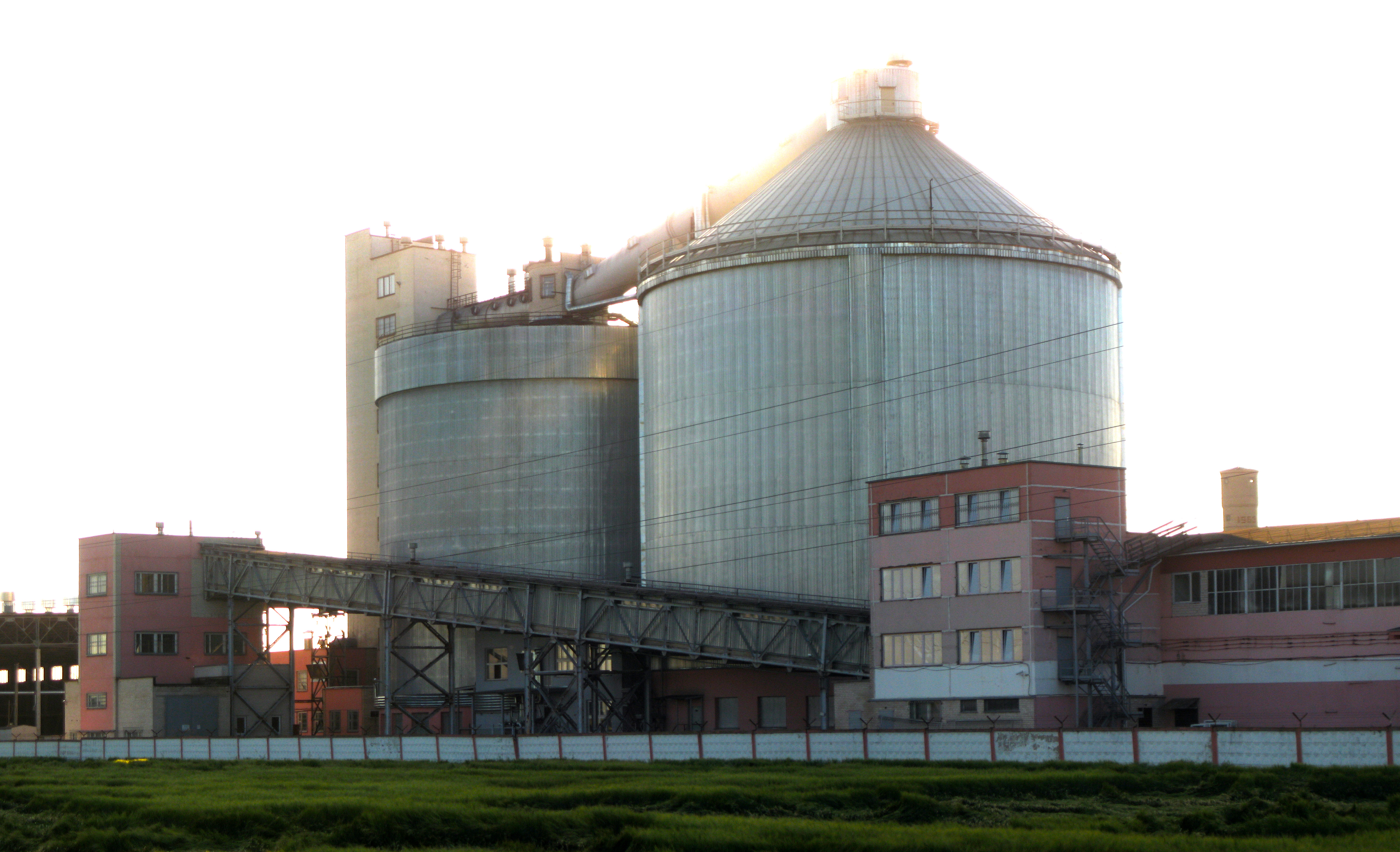
Силосы Слуцкого сахарорафинадного комбината

Сахарная отрасль возникла на территории страны в 1830-е годы (небольшие заводы появились в Гродненской и Минской губерниях). В БССР было построено четыре сахарных завода — 2 в Минской области (Городея и Слуцк), по одному в Брестской (Жабинка) и Гродненской (Скидель) областях. Особенностью производства являлось широкое применение сахара-сырца из тростника (в основном из Кубы).
Правительство Вячеслава Кебича привлекло к модернизации сахарных заводов и составлению рыночных бизнес-планов немецкую компанию Südzucker, но новое руководство страны отказало немецкой компании в возможности покупки акций сахарных заводов в стране. Слуцкий комбинат воспользовался немецкой кредитной линией и закупил новое оборудование, увеличив и мощность завода, и эффективность производства. Все сахарные комбинаты были акционированы. В 1999—2005 годах в связи с запретом на поставку в Россию сахара из тростникового сырья сахарные предприятия начали изменять структуру сырья за счёт значительного увеличения производства сахарной свёклы в Брестской, Гродненской и Минской областях. Предприятия начали поставлять большую часть свекловичного сахара в Россию, а на внутренний рынок — в основном тростниковый сахар. Изменение технологии производства потребовало проведения новой модернизации, в результате которой акционеры лишились почти всей доли на всех четырёх заводах. Доля государства выросла до 99 % на Городейском и Скидельском сахарном заводах. На Жабинковском заводе доля прежних акционеров была снижена в пользу контрольного пакета акций государства с помощью введения «золотой акции» и дополнительной эмиссии. Контрольный пакет Слуцкого комбината государство получило только к 2016 году. В конце 2000-х годов предпринимались попытки диверсифицировать экспорт сахара. В 2010 году было объявлено о строительстве пятого сахарного завода в Бобруйске, однако финансовый кризис 2011 года привёл к отказу от реализации этого проекта.
В 2018 году производство сахара сократилось до самого низкого уровня за последние годы — 637,9 тыс. т. Производство сахара в 2019 году составило 639,4 тыс. т, в том числе с января по август было произведено 72,6 тыс. т.
17 января 2018 года Министерство антимонопольного регулирования и торговли Республики Беларусь установило минимальную отпускную цену на сахар в размере 1,5 руб. (~0,75 USD) за 1 кг, что было вызвано избытком предложения на мировом рынке и ростом импорта. Кроме того, были снижены закупочные цены на сахарную свёклу и снижены цены на газ для сахарных заводов. Впоследствии эта временная мера несколько раз продлевалась. В результате, цены на белорусский сахар в некоторых российских магазинах оказывались существенно ниже, чем в белорусских.

## Кондитерская промышленность

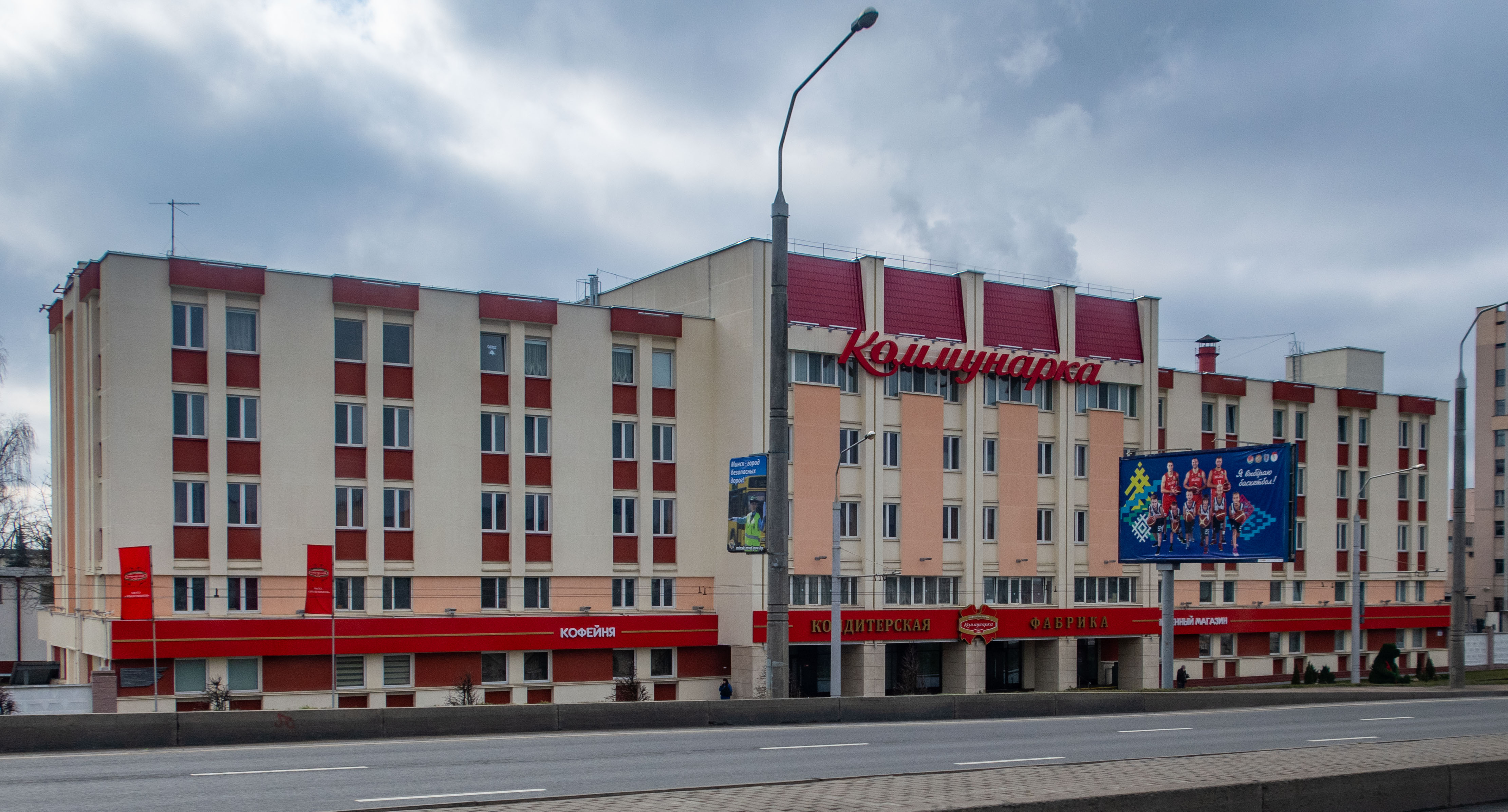
Кондитерская фабрика «Коммунарка» (Минск)

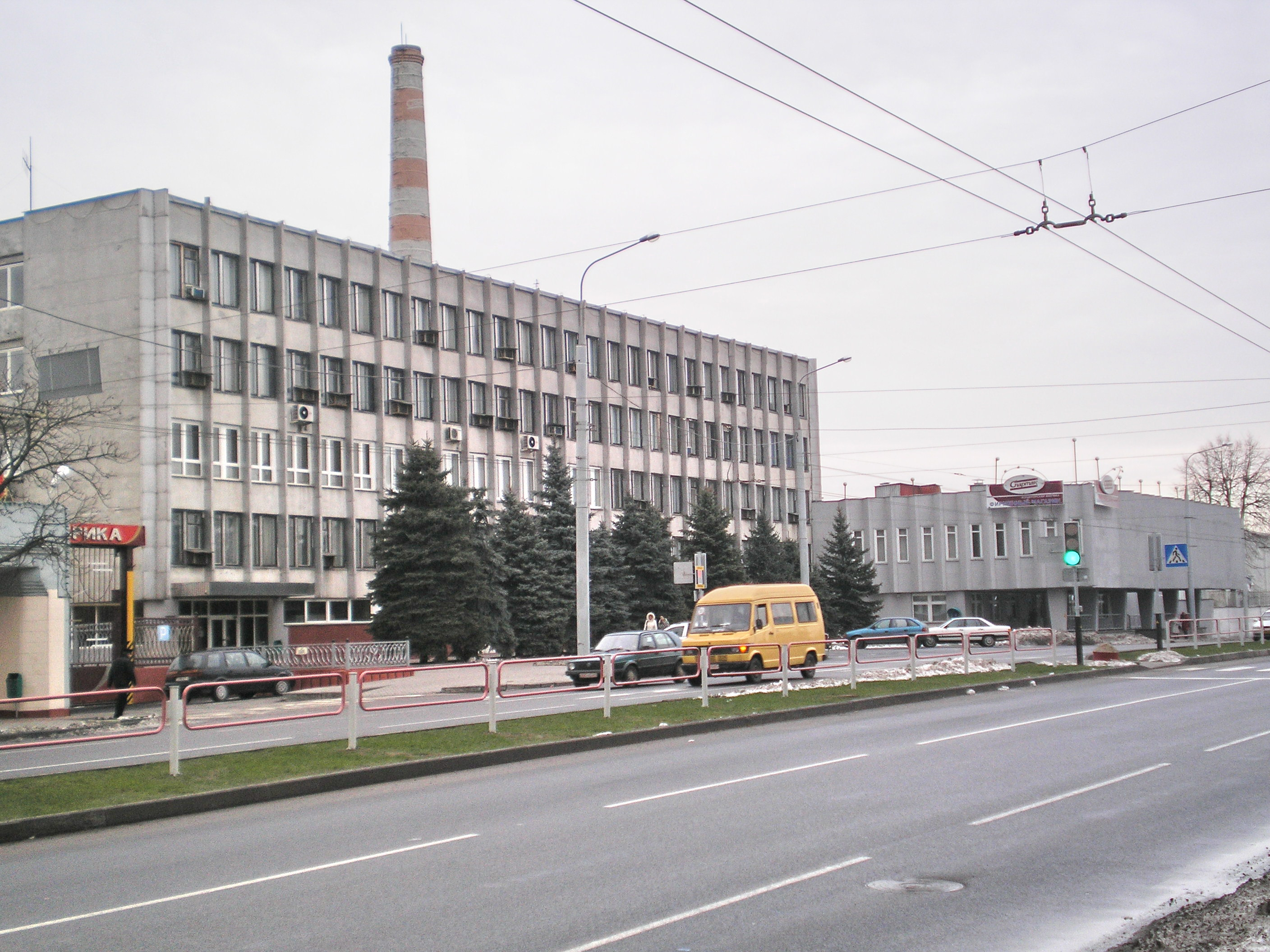
Кондитерская фабрика «Спартак» (Гомель)

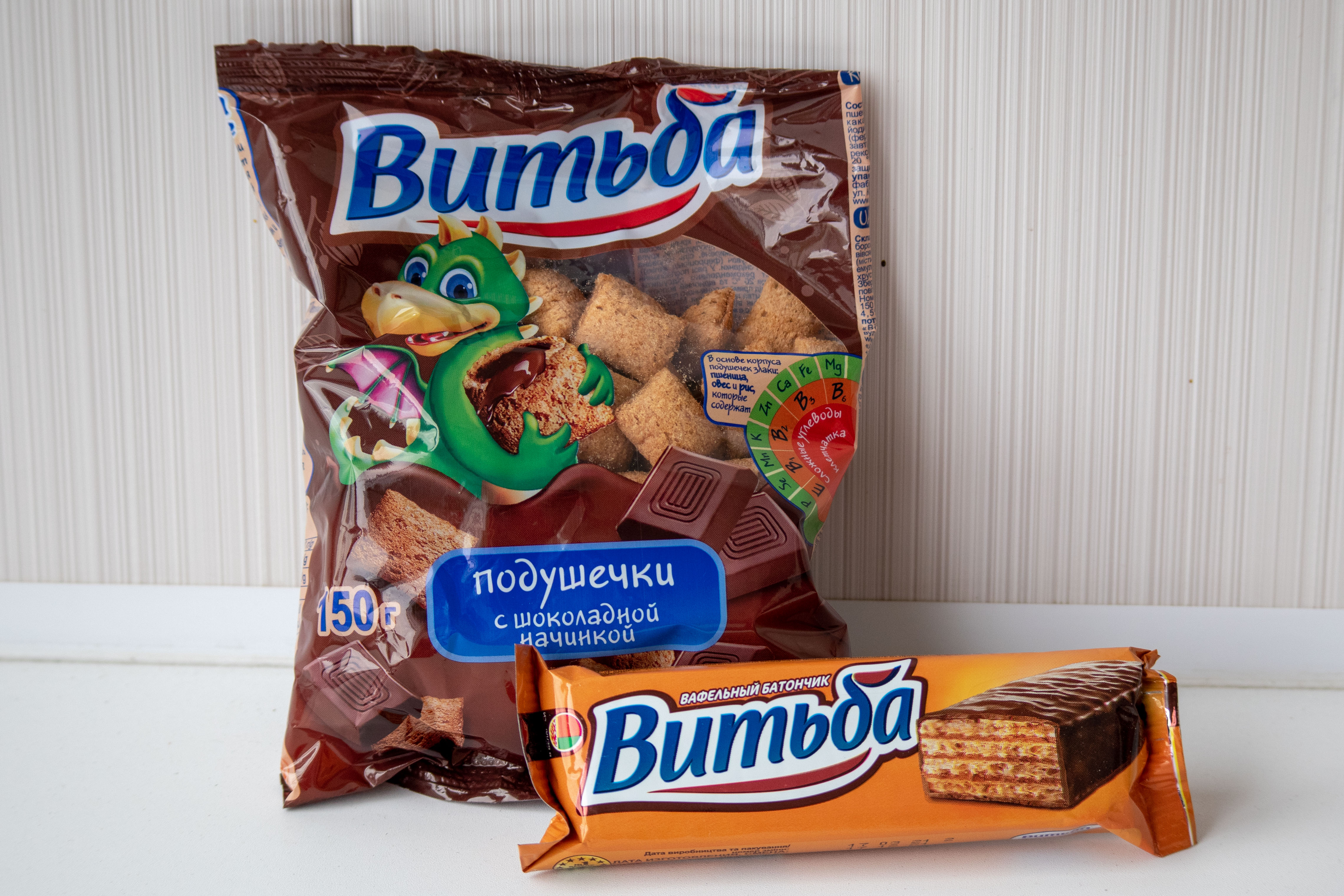
Подушечки с начинкой и вафельный батончик фабрики «Витьба»

В 2015 году производство кондитерских изделий (в расширенном определении) составило 257 тыс. т. В начале XXI века объёмы производства сахаристых изделий начали снижаться, а мучных — возросли, что связано с изменением спроса на них. В 2012—2013 годах 38 % произведённых мучных кондитерских изделий составило печенье, 20 % — вафли, 18 % — пряники и коврижки, 12 % — торты и пирожные, 3 % — кексы, бабы и рулеты, менее 1 % — галеты и крекеры, 9 % — прочие сладости. 23 % произведённых сахаристых изделий составила продукция из сахара с добавлением какао (13 506 т в 2013 году), 16 % (9380 т) — пастила и зефир, 15 % (8525 т) — шоколад, 10 % — карамель, 7 % — мармелад, 7 % — помадные конфеты, 6 % — шоколадные конфеты, 3 % — халва, 1 % — ирис, 12 % — другие виды изделий. Экспорт кондитерских изделий в 2015 году составил 19 тыс. т (средняя доля экспорта в производстве — 7,4 %), импорт — 52,6 тыс. т. Крупнейший партнёр по экспорту (83 %) и импорту (76 %) кондитерских изделий — Россия, по 2-3 % экспорта приходится на Азербайджан, Казахстан и Туркменистан, второй важнейший источник импорта (21 %) — Украина, около 1 % импорта составляет продукция предприятий Польши и Германии. Потребление кондитерских изделий стабильно растёт, за исключением 2011 года. В 2014 году потребление кондитерских изделий составило 32 кг на человека в год.
В начале 1990-х годов немецкая кондитерская компания Bahlsen выступила с предложением о покупке кондитерской фабрики «Коммунарка», но эта инициатива была заблокирована директором предприятия. В 1996 году немецкие компании Schwartau и Vicos Nahrungsmittel организовали в Витебске производство шоколадных паст «Вителла» и компонентов к ним, но впоследствии вышли из бизнеса. Выкупившая «Вителлу» ирландская компания Kerry Group переориентировала предприятие на выпуск глазурей и начинок для мороженого и кондитерских изделий. В 1990-е годы кондитерские предприятия были акционированы с помощью чеков «Имущество»; к 1998 году доля государства на крупнейших кондитерских фабриках упала ниже 20 %. В 1990-е — начале 2000-х годов эмигрировавший в США предприниматель Марат Новиков консолидировал значительный пакет акций кондитерской фабрики «Спартак» в Гомеле и создал разветвлённую сбытовую сеть в России и США. В 2000 году российский производитель кондитерских изделий «Бабаевский» попытался купить контрольный пакет акций «Коммунарки» за 4 млн долларов, параллельно расширяя своё присутствие в стране, но безуспешно. В 2012—2013 годах государство получило контрольные пакеты акций «Коммунарки» и «Спартака», оспорив скупку акций физических лиц Маратом Новиковым в суде, а также вернуло контроль над «Красным пищевиком».
В настоящее время в стране действует несколько кондитерских фабрик. 6 фабрик, обеспечивающих 70 % объёма производства, входят в состав государственного концерна «Белгоспищепром»:
- СОАО «Коммунарка» (Минск);
- СП ОАО «Спартак» (Гомель);
- ОАО «Красный пищевик» (Бобруйск);
- ОАО «Слодыч» (Минск)
- ОАО «Красный Мозырянин» (Наровля);
- ОАО «Конфа» (Молодечно)

Ранее в состав концерна входило также СП ОАО «Ивкон» (Ивенец).
Другие производители:
- Департамент по хлебопродуктам Минсельхозпрода РБ;
- КУП «Минскхлебпром»;
- КПУП «Кондитерская фабрика „Витьба“» (Витебск);
- СООО «Первая шоколадная компания» (Брест);
- СП «Михаэлла» (Молодечно);
- ИП «Сладушка» (Столбцы);
- ООО «Заславская кондитерская фабрика» / «Знак вкуса» (Заславль);
- ООО «Нарта»;
- ООО «Белга-Пром» (Минск);
- ИП «Алвеста-М».

Производство шоколада и кондитерских изделий из шоколада и сахара (тыс. т):
В 2020 году 48,4% шоколада и кондитерских изделий из шоколада и сахара было произведено в Минске, 22,4% — в Могилёвской области, 20,9% — в Гомельской области, 4,3% — в Витебской области, 3% — в Минской области, 0,6% — в Гродненской области, 0,4% — в Брестской области.

## Консервная и овощесушильная промышленность
Благодаря благоприятным условиям для выращивания овощей, плодов и ягод и для сбора дикорастущих грибов и ягод в Республике Беларусь развиты консервная и овощесушильная промышленность. В Белорусской ССР в ряде малых городов действовали консервные предприятия различной подчинённости (потребительской кооперации, местной и пищевой промышленности). В 1990 году было произведено 789 млн условных банок консервов, в т.ч. 97 млн мясных и мясорастительных, 5,4 млн рыбных, 143,9 млн овощных, 37,4 млн томатных, 301,2 млн фруктовых, 168,3 млн молочных, 180,2 млн соков натуральных. В 2003 году общая численность предприятий отрасли оценивалась в 260, а крупнейшими считались заводы в Быхове, Клецке, Кобрине, Красном (Молодечненский район Минской области), Малорите, Пинске и Слуцке. Производилось более 300 наименований продукции.
С начала 2000-х годов многие предприятия, включая некоторых прежних лидеров отрасли, были ликвидированы в результате банкротства или присоединения к другим предприятиях на правах цехов или производственных участков. В частности, из-за банкротства были ликвидированы Волковысский консервный завод, Глубокский консервный завод «Купцовъ», Городецкий консервный завод (Кобринский район Брестской области), Дисненский консервный завод (Миорский район Витебской области), Загородский консервный завод (Пинский район Брестской области), Ивьевский консервный завод, Кличевский консервный завод, Копцевичский овощесушильный завод (Петриковский район Гомельской области), Красненский консервный завод (Молодечненский район Минской области), Лиозненский консервно-овощесушильный завод, Любанский консервный завод «Рассвет», Паричский консервный завод (Светлогорский район Гомельской области), Пинский консервный завод, Поставский консервный завод, Славгородский овощесушильный завод, Чаусский овощесушильный завод. В 2020 году Слуцкий консервный завод ликвидирован из-за неосуществления предпринимательской деятельности; по аналогичной причине в 2010 году был ликвидирован Любанский консервный завод. По состоянию на март 2021 года Борисовский консервный завод находился в стадии ликвидации по делу о банкротстве, а Быховский консервно-овощесушильный завод находится в стадии санации. Некоторые предприятия полностью прекратили консервирование (ЧУП «Пищевой комбинат Белкоопсоюза», который в 2000-х годах был одним из крупнейших заводов отрасли, занимается торговлей автозапчастями и алкогольными напитками).
Ключевой проблемой государственных предприятий отрасли считаются их низкий технический уровень, отсутствие сформированных сырьевых зон и нехватка хранилищ. В 2006 и 2012 годах для развития отрасли принимались программы, утверждённые Советом Министров Республики Беларусь. В 2010-х годах степень износа некоторых консервных предприятий превысила 80%, что не позволяло выпускать конкурентоспособную продукцию и обусловило их закрытие.
Параллельно с банкротством государственных консервных заводов появились частные предприятия, ориентированные как на внутренний рынок, так и на экспорт. В 2015 году 54% плодоовощных консервов были произведены частными компаниями, крупнейшие из которых — ИООО «Вастега» (Брест; специализируется на производстве консервированных овощей и грибов для крупных российских торговых сетей), ОДО «Фирма ABC» (Гродно), СООО «Вланпак» (Смолевичи), СООО «Оазис групп» (Бобруйск).
В абсолютном выражении количество выпущенных плодовоощных консервов — 155,8 тыс. т в 2015 году и 153 тыс. т в 2018 году. Производство продуктов готовых для детского питания за этот же период выросло с 20,9 тыс. т до 28,8 тыс. т.
В 2020 году 32,4% консервов плодоовощных было произведено в Могилёвской области, 25,2% — в Минской области, 21,8% — в Брестской области, 14,1% — в Гродненской области, 4,6% — в Гомельской области, 1,6% — в Минске, 0,3% — в Витебской области.

## Масложировая промышленность

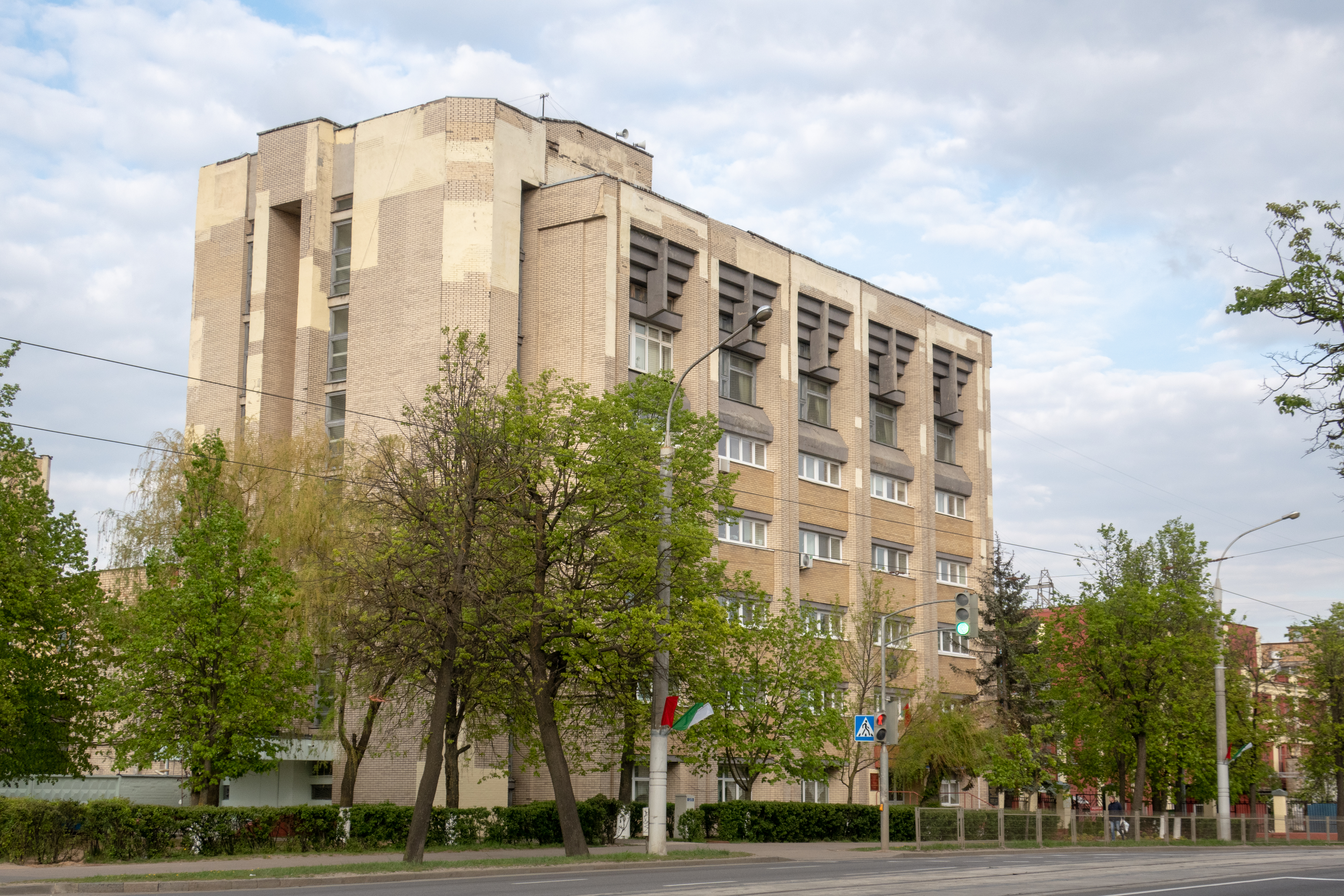
Минский маргариновый завод

В БССР крупнейшими производителями майонеза были Минский маргариновый завод и Гомельский жировой комбинат (начал производить майонез в 1967 году). В 1990-е годы майонез начали производить частные компании «Памакс», «Камако», «Ланна», «АВС». В 2018 году в стране было произведено 385,7 тыс. т растительного масла и 12,9 тыс. т маргарина и аналогичных пищевых жиров.
В 2007 году доля государства на ранее приватизированном Минском маргариновом заводе была доведена до 100%. В 2012 году было объявлено о грядущей приватизации Минского маргаринового завода. В дальнейшем о приватизации завода не сообщалось.
В 2018 году Гомельский жировой комбинат (99% акций у государства) направил в суд заявление о признании себя банкротом. С 2015 года против предприятия было возбуждено 425 дел о взыскании долгов. Суд назначил комбинату санацию.
Развивается производство рапсового масла; внедряются сорта с меньшим содержанием вредной в больших дозах эруковой кислоты.
Производство маргарина и аналогичных пищевых жиров (тыс. т):

## Производство безалкогольных напитков
Соки и нектары
 Прохладительные напитки
В Белорусской ССР крупнейшим производителем напитков был Минский завод безалкогольных напитков, пользовавшийся источниками минеральной воды в зелёной зоне Минска. В 1986—1987 годах на Брестском комбинате безалкогольных напитков начался розлив «Пепси колы» и «Фанты». В 1994—1997 годах Coca Cola разливала свои напитки на Минском заводе безалкогольных напитков, после чего перенесла производство на собственный завод в Колядичах (Минск). Акционированный МЗБН, большую часть акций которого разделило между собой руководство, использовал технологический, маркетинговый и сбытовой опыт совместной работы с Coca Cola для адаптации к рыночным условиям. В 1990-е годы появляются новые частные производители безалкогольных напитков, крупнейшие из которых — «Трайпл», «Дарида» и «Фрост и Ко». Впоследствии на рынок безалкогольных напитков вышли производители пива — «Сябар» (Бобруйский пивзавод) и «Лидское пиво». PepsiCo долгое время вела переговоры о создании совместного предприятия (в частности, в Могилёвском районе), но розлив её продукции начался в 2015 году на «Лидском пиве».
В 2011 году крупнейшими производственными мощностями располагали ЗАО «Минский завод безалкогольных напитков» — 22,2 млн дал (3 артезианских и 4 минеральных скважины) и СООО «Дарида» — 19,2 млн дал (по 2 артезианские и минеральные скважины); мощности «Кока Кола», «Фрост», «АкваТрайпл» и «Лидского пива» оценивались в 12-17 млн дал. В 2012 году уровень загрузки производственных мощностей варьировался от 25% («АкваТрайпл» и «Фрост») до 100% («Кока Кола»). Всего в отрасли действует около 70 компаний.
Крупнейшие производители соков и нектаров по состоянию на 2014 год — СООО «Оазис групп» (29 %, Бобруйск), СООО «Вланпак» (17 %, Смолевичи), ОДО «Фирма ABC» (13 %, Гродно), ОАО «Савушкин продукт» (13 %, Брест), ОАО «Гамма вкуса» (8 %, Клецк). Крупнейший поставщик соков и нектаров в бюджетные организации — ОАО «Ляховичский консервный завод». 74 % производимых соков и нектаров — фруктовые, 13 % — берёзовый сок, 7 % — томатный сок, 5 % — овощные соки и нектары, 1 % — фруктовые напитки и морсы. Около 65-70 % продукции — нектары, 30—35 % — соки. Около 20 % берёзового сока экспортируется. Ряд специализированных производителей детского питания обеспечивают внутренний рынок детскими пюре, соками и нектарами.
В 2020 году 57,1% минеральных вод было розлито на предприятиях Минской области, 23,2% — Минска, 14,7% — Брестской области, 4,3% — Гродненской области, менее 0,5% — в остальных областях.
Производство безалкогольных напитков (млн дал):
Структура рынка прохладительных напитков в натуральном выражении:
Структура рынка питьевой и минеральной воды в натуральном выражении:

## Производство алкогольных напитков
Производство водки, ликёров, бальзамов, коньяка, настоек
 Производство пива
Потребление алкоголя в стране одно из самых высоких в мире; считается, что суммарный объём потребления алкоголя в пересчёте на чистый спирт на 40 % превышает показатель, допустимый Всемирной организацией здравоохранения. В 2016 году в Белоруссии было произведено 14,2 млн дал напитков алкогольных дистиллированных (в том числе 12 млн дал водки, 0,345 млн дал коньяка и др.), 2,7 млн дал виноградных вин (кроме игристых), 1,5 млн дал игристых вин, 8,4 млн дал ферментированных и смешанных алкогольных напитков, 43,2 млн дал пива. Больше всего водки и настоек было произведено в Брестской области (4 млн дал, или 28 %), Минской области и Минске (2,8 и 2,6 млн дал, или 20 % и 18 %). От 1 до 1,5 млн дал было выпущено в остальных областях. Производство виноградных вин из виноматериалов сконцентрировано в Минске (69,8 %), Минской и Гомельской областях (в сумме — 30,1 %). Производство ферментированных вин относительно равномерно распределено по областям и Минску. Более половины пива было произведено в Минске (23,8 млн дал; Криница, Аліварыя), 10 млн дал в Гродненской области (Лидское пиво), 6 млн дал в Могилёвской области (ЗАО «Пивоварни Хайнекен», Бобруйск), 2,8 млн дал в Брестской области (Брестское пиво).
В начале 2011 года доля водки в общем объёме потребления алкоголя составила 43,5 %.
Производители алкоголя вносят большой вклад в местные и республиканский бюджеты — так, заводы «Аквадив» и «Бульбашъ» являются одними из крупнейших налогоплательщиков Минской области, а Климовичский ликёро-водочный завод по объёму налоговых поступлений в 2018 году занимал второе место в Могилёвской области даже несмотря на банкротство и введение антикризисного управления. Брестский ликёро-водочный завод «Белалко» и Витебский ликёро-водочный завод «Придвинье» — одни из крупнейших налогоплательщиков в Брестской и Витебской областях соответственно.
Для производства спирта могут использоваться как зерновые культуры (в среднем — 32-34 дал спирта из 1 т сырья), так и картофель (9 дал спирта из 1 т сырья).

### Пивоваренная отрасль

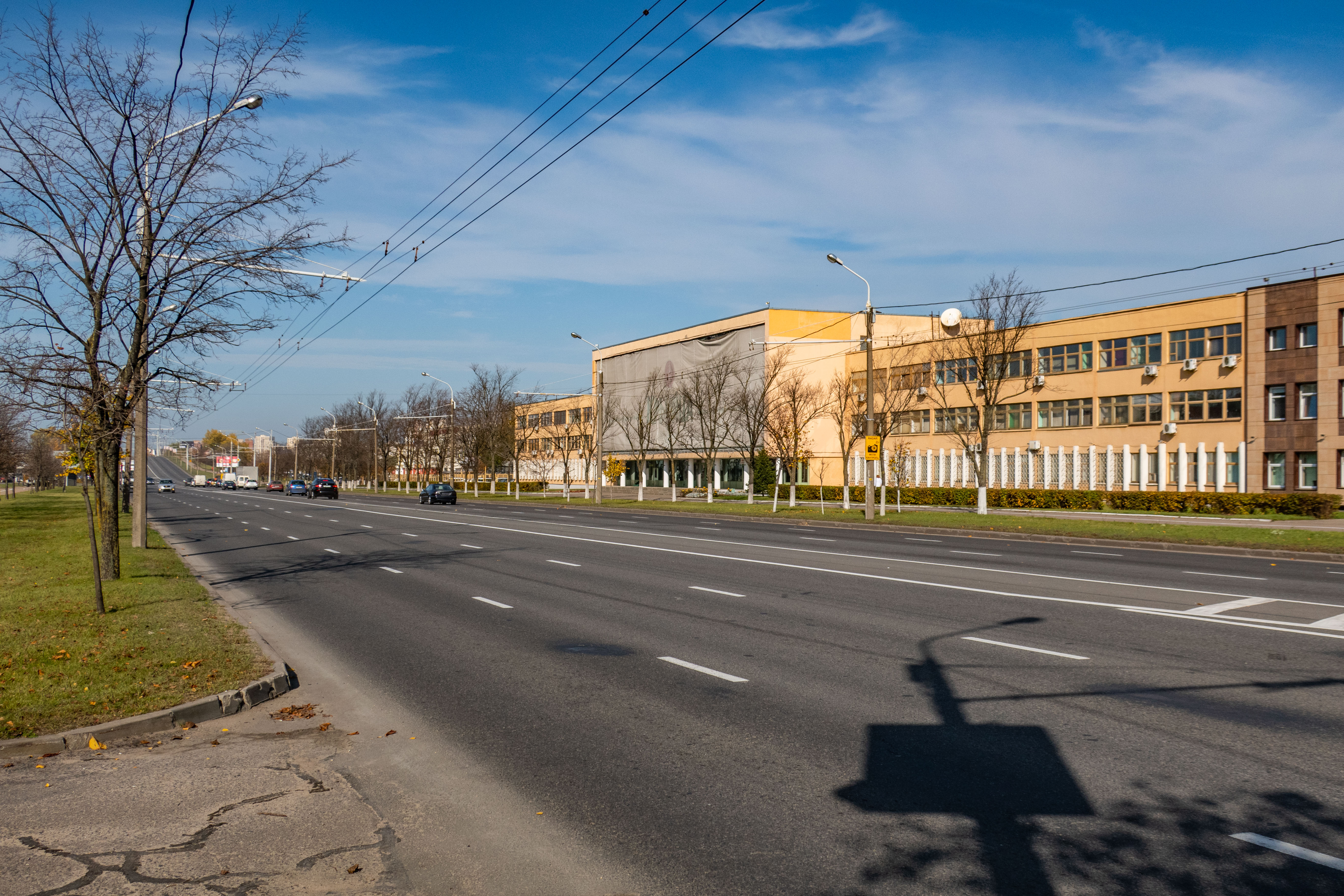
Комплекс зданий пивзавода «Крыніца» в Минске

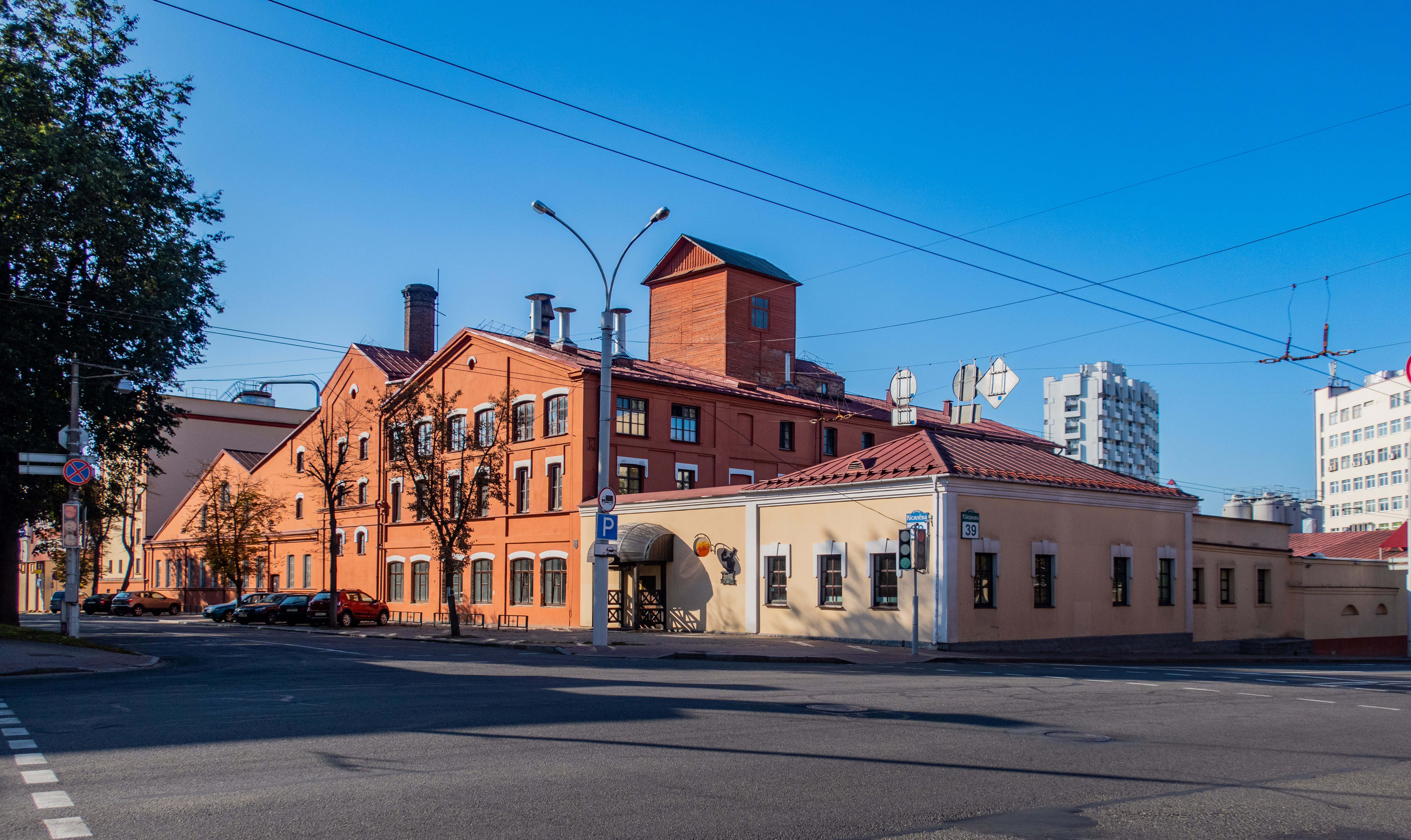
Пивзавод «Аліварыя» в Минске

В начале 1990-х годов был акционирован пивзавод «Беларусь» в Минске (переименован в «Аліварыю»), контрольный пакет получила директор Тамара Дудко. До 1999 года пиво производилось на Пинском консервном заводе, до 2000 года – на Рогачёвском плодоконсервном заводе, до середины 2000-х годов – на Слуцком пивзаводе. В начале 2000-х пивзавод «Крыніца» в Минске заключил инвестиционный договор с российской компанией «Балтика», впоследствии расторгнутый, а российская компания «Очаково» вела безуспешные переговоры о покупке Слуцкого пивзавода. В середине 2000-х годов, в период роста потребления пива, около половины белорусских производителей были выкуплены иностранными пивоваренными компаниями. Датская Carlsberg и Европейский банк реконструкции и развития выкупили контрольный пакет пивзавода «Аліварыя», нидерландская Heineken — пивзаводов в Бобруйске и Речице, финская Olvi — Лидского пивзавода. Брестский пивзавод с 2014 года находился на грани банкротства, в 2020 году был продан в рассрочку армянскому бизнесмену.
Около 90% пива производится четырьмя производителями — государственной «Криницей» (Минск; производственная мощность — 24 млн дал) и тремя частными компаниями: Oasis/Heineken (Бобруйск), ОАО «Пивзавод Оливария» (Минск, принадлежит Carlsberg) и ОАО «Лидское пиво» (Лида, принадлежит Olvi). В 2013 году ОАО «Криница» произвело 13,3 млн дал пива и занимало 31,5% внутреннего рынка, ИЗАО «Пивоварни Хайнекен» — 10,3 млн дал и 24,5%, ОАО «Лидское пиво» — 8,5 млн дал и 20,1%, ОАО «Пивзавод Оливария» — 7,9 млн дал и 18,7%. В 2013 году «Криница» закончила год с чистыми убытками в 7,7 млн долларов, «Оливария» и «Лидское пиво» — с чистой прибылью в 7,2 и 13,7 млн долларов. В 2006 году, до покупки крупных пивзаводов иностранными компаниями, доля импорта в потреблении пива составляла 79%, к 2012—2014 годам она снизилась до 30-32%. Объём экспорта пива вырос с 0,6 млн дал в 2006 году до 8,1 млн дал в 2014 году.
Большая часть пивоваренных заводов снабжается солодом белорусского изготовления (см. #Солод).
Производство пива (млн дал):

### Виноделие

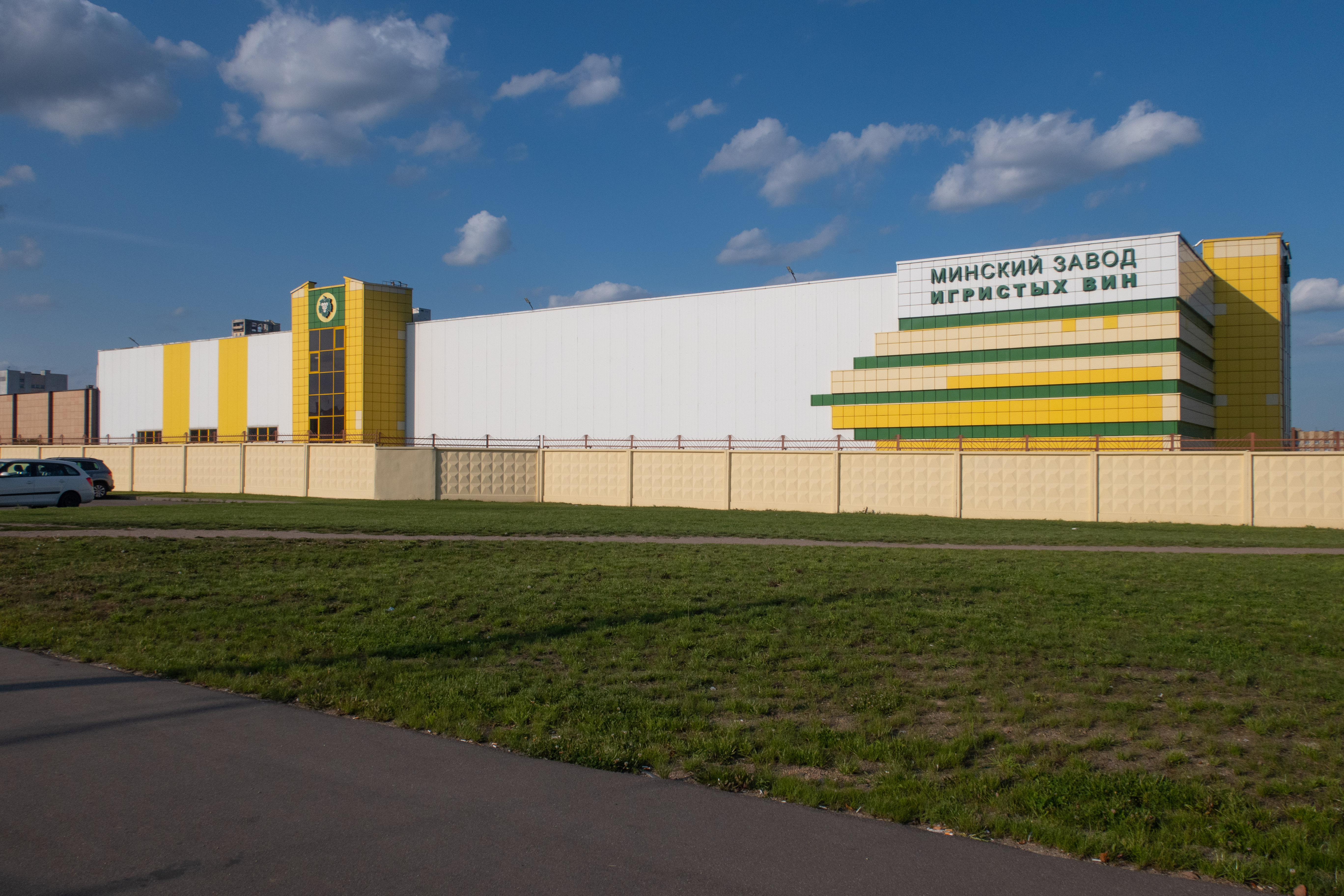
Производственные корпуса Минского завода игристых вин

В БССР производством ферментированных напитков (плодовых вин) занимались многочисленные предприятия по переработке местного сырья;
единственным производителем шампанского был Минский завод шампанских вин (с 2001 года переименован в завод игристых вин), а вино в бутылках и виноматериалы импортировались из других союзных республик. Во время антиалкогольной компании производители ферментированных напитков на некоторое время переориентировались на производство другой продукции, значительная часть оборудования для розлива виноградных вин в Витебске, Гомеле, Гродно и других городах была распродана. С провозглашением независимой Республики Беларусь спрос на виноградное вино стал в основном удовлетворяться новыми предприятиями, занимающимися розливом готовой продукции из импортируемых виноматериалов. В 1991 году возле Гомеля было создано белорусско-венгерское совместное предприятие «Вебер Майя» (впоследствии — BST), которое производило до 90 % вин в стране. Контроль над прибыльным предприятием долгое время был предметом судебных и криминальных споров. В 2000 году основатели сети магазинов «Евроопт», не сумев выкупить это предприятие, создали Минский завод виноградных вин «Амбассадор», который вскоре стал вторым крупнейшим производителем алкоголя (в том числе крепкого) в стране. В 2002 году более половины производителей плодовых вин (50 из 93) и половина производителей виноградных вин (9 из 18) были частными. В 2004 году был открыт крупный частный завод виноградных вин «Дионис» (Минская область), впоследствии переименованный в «Бульбашъ». В 2005 году проектом декрета президента предполагалось разрешить производить ликёроводочную и прочую алкогольную продукцию только государственным предприятиям и акционерным обществам с долей государственной собственности более 50 %. Из окончательной редакции этот пункт был изъят. В конце 2000-х годов крупные оптовые торговцы алкоголем организуют собственные производства по розливу вина из импортируемых виноматериалов. В 2012—2013 году проводится акционирование Минского завода игристых вин, рекламируемое в СМИ как «народное IPO». Из-за отсутствия лимита на покупку акций большую часть дополнительной эмиссии купила компания «Трайпл» Юрия Чижа.
| Производство напитков ферментированных и смешанных (млн дал)                                    |
| Графики недоступны из-за технических проблем. См. информацию на Фабрикаторе и на mediawiki.org. |

### Ликёро-водочная и спиртовая промышленность

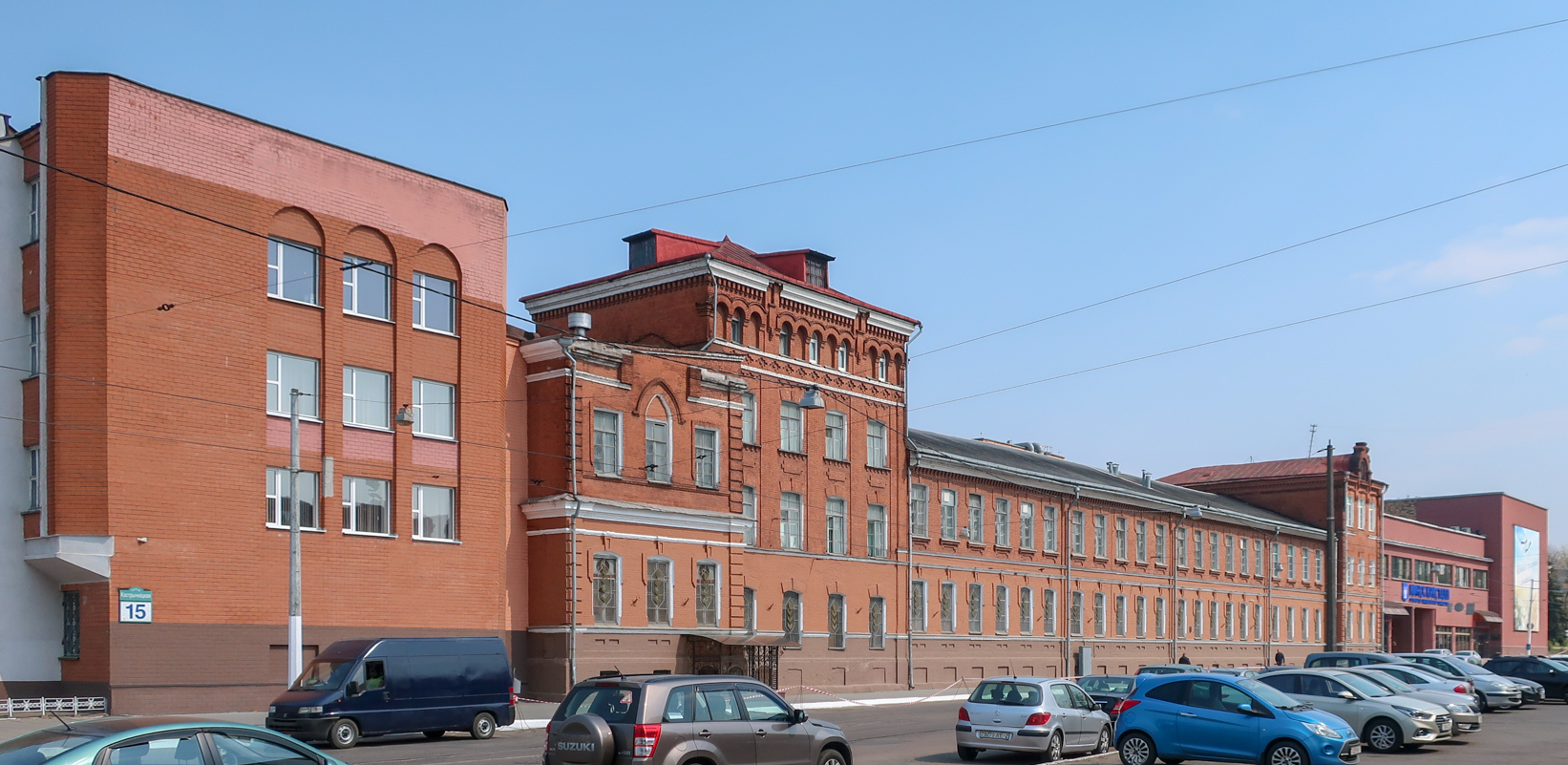
Завод «Минск Кристалл»

Уже в XIX веке на территории современной Республики Беларусь появилось множество мелких заводов по производству спирта-сырца, и к 1913 году Минская губерния занимала первое место в Российской империи по производству спирта. Десятки мелких предприятий сохранились до начала 1990-х годов, что привело к значительному переизбытку производства спирта-сырца (в БССР всего 12 % производимого спирта потреблялось внутри республики). Деятельность подставных посредников (как белорусских, так и российских) в середине 1990-х годов привела к временному запрету Россией импорта белорусского спирта, но впоследствии мелкие предприятия по производству спирта начали массово закрывать или переориентировать на производство иной продукции, а от непрозрачных схем с давальческим сырьём отказались.
Крупнейшему ликёро-водочному предприятию страны (минский завод «Кристалл») в 1990-е годы удалось сохранить тесную связь с небольшими спиртзаводами, поставлявшими для него сырьё, что положительно сказалось на его состоянии. В 1993 году был основан первый частный водочный завод в Смолевичском районе Минской области. Вскоре начали появляться и другие независимые производители крепких алкогольных напитков. В 1996 году «Минск-Кристалл» совместно с немецкими компаниями основал завод «Аквадив» (в начале 2000-х немецкую долю в предприятии выкупил Владимир Пефтиев). В наращивании производства водки и ликёро-водочных изделий участвовали и государственные предприятия — так, в середине 1990-х годов крупный производитель кормового белка, государственный Мозырский завод кормовых дрожжей, организовал крупное производство спирта-ректификата, водки, ликёро-водочных изделий. Гродненский винодельческий комбинат переориентировался на производство дистиллированных алкогольных напитков и был переименован в ликёро-водочный завод. В конце 1990-х годов на Бобруйском гидролизном заводе из отходов сахарного производства нелегально производилась водка под видом технического спирта, что привело к громкому уголовному делу. Вскоре для пополнения государственного бюджета были введены акцизы на экспорт ликёро-водочной продукции, однако в долгосрочной перспективе они привели к потере российского и украинского рынков государственными предприятиями. В 2000-е — начале 2010-х годов украинские водочные компании Nemiroff и Баядера начали производить свою продукцию для белорусского рынка на «Минск-Кристалле» и Гродненском ликёро-водочном заводе соответственно. В 2015 году в связи с тенденцией к потере рынка основные государственные производители ликёро-водочных изделий (Брест, Витебск, Гомель, Гродно и Климовичи) были объединены с «Минск-Кристаллом» в холдинг «Минск Кристалл Групп». В 2018 году мощности предприятий по производству спирта составили 11,5 млн дал в год, что более в 1,6 раза превысило потребности внутреннего рынка; 15 из 16 предприятий — государственные. В 2016 году Мозырский спиртоводочный завод обратился в суд с просьбой о признании его экономически несостоятельным (банкротом); срок санации предприятия неоднократно продлевался и был доведён до конца 2019 года. В 2018 году через аналогичную процедуру прошёл Климовичский ликёро-водочный завод.
В октябре 2018 года Александр Лукашенко потребовал усилить монополию государственных предприятий (концерна «Белгоспищепром») на рынке водки и ликёро-водочных изделий. В Союзе производителей алкогольных напитков указали на возможность недобросовестной конкуренции со стороны государственного монополиста, который может получить функции регулятора отрасли. В 2019 году предприятиям «Белгоспищепрома» была установлена квота в размере не менее 60 % рынка водки и ликёро-водочных изделий, хотя по итогам 2018 года доля концерна на внутреннем рынке составила 54 % (изменение произошло за счёт снижения государством квот частным производителям). Предписывается снизить объём производства дистиллированного алкоголя по лицензии с 25 % до 10 %.
В 2014 году только 8 заводов концерна «Белгоспищепром» реализовали на внутреннем рынке Белоруссии более 7 млн дал водки и ликёро-водочных изделий (более 140 млн бутылок по 0,5 л):
- Минск-Кристалл — 2273 тыс. дал (32,1 % от реализации этой продукции всеми предприятиями «Белгоспищепрома»);
- Брестский ликёро-водочный завод «Белалко» — 1323 тыс. дал (18,4 %);
- Витебский ликёро-водочный завод «Придвинье» — 828 тыс. дал (11,5 %);
- Климовичский ликёро-водочный завод — 760 тыс. дал (10,7 %);
- Гродненский ликёро-водочный завод — 741 тыс. дал (10,5 %);
- Гомельский ликёро-водочный завод «Радамир» — 661 тыс. дал (9,3 %);
- СООО «Аквадив» — 491 тыс. дал (6,8 %);
- Мозырский спиртоводочный завод — 132 тыс. дал (1,8 %).

Производство алкогольных дистиллированных изделий (млн дал):
Виски
Крупные ликёро-водочные заводы организовали розлив виски из импортированных купажей.
На базе ликвидированного Паричского консервного завода (Светлогорский район Гомельской области) было создано частное предприятие по производству виски.

## Табачная промышленность

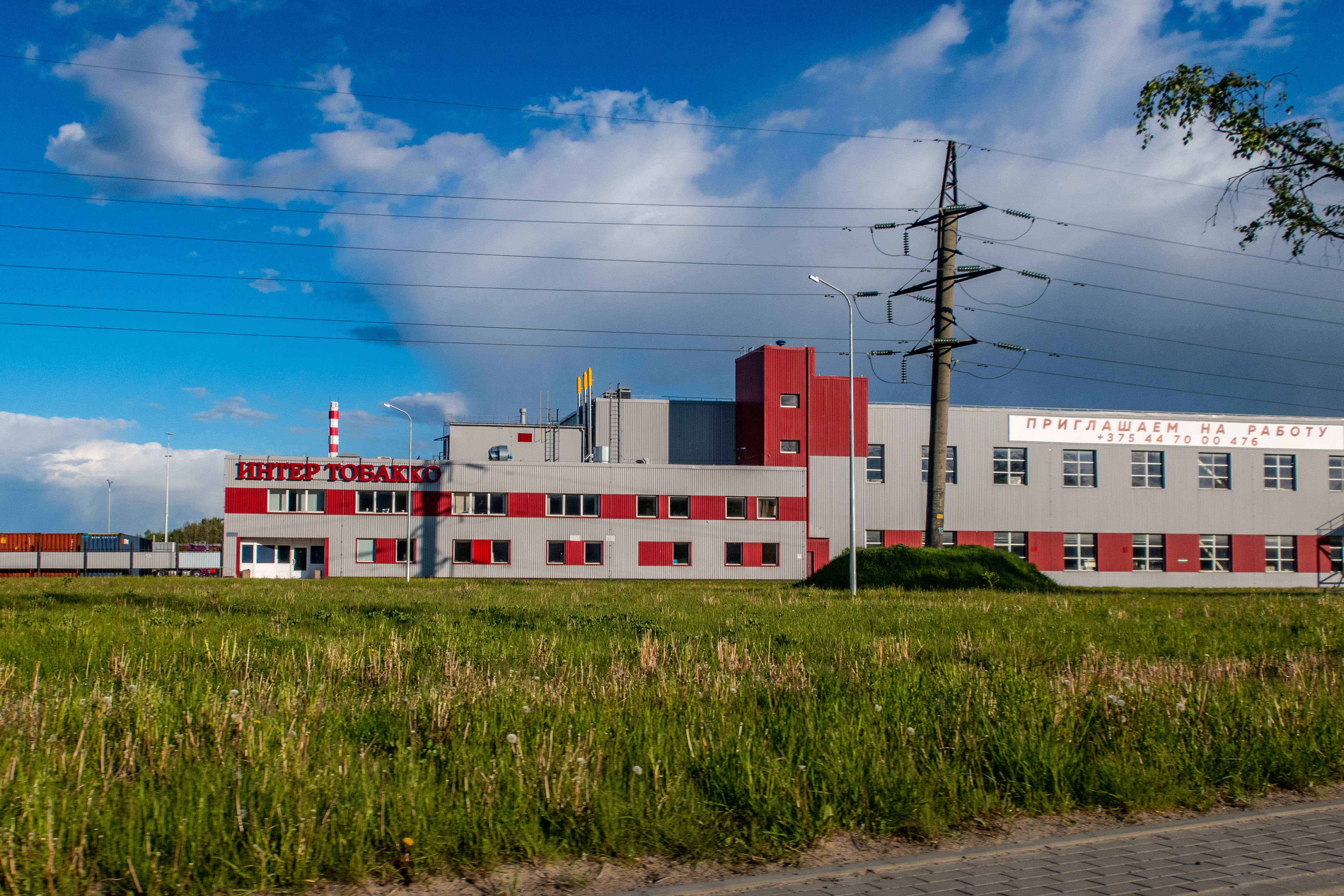
Сигаретная фабрика ООО «Интер Тобакко» Алексея Олексина (находится на территории Минска, но участок с фабрикой передан в состав Минского района Минской области).

В Белорусской ССР действовали табачные фабрики в Гродно и Минске. В 1990 году эти предприятия произвели 16,4 млрд сигарет.
В 1990-е годы Минская табачная фабрика прекратила работу, а бизнесмен Павел Топузидис организовал в Минске производство сигарет советских брендов, впоследствии реорганизованное в новую табачную фабрику ООО «Табак-инвест». ОАО «Гродненская табачная фабрика „Нёман“» осталась в собственности государства. В 2015 году около 80 % сигарет в республике произвела гродненская фабрика, 20 % — минская фабрика Топузидиса. В 2017—2018 годах розничная сеть Гродненской табачной фабрики и право оптовой торговли гродненскими сигаретами были переданы СЗАО «Энерго-Оил» бизнесмена Алексея Олексина, которое получило разрешение Александра Лукашенко на создание «единой товаропроводящей сети в табачной сфере». 1 августа 2018 года «Энерго-Оил» стала единым оператором по продаже табачных изделий гродненской табачной фабрики «Неман». В 2020 году Олексин открыл третью табачную фабрику ООО «Интер Тобакко» (на 99 % принадлежит СЗАО «Энерго-Оил» Олексина).
Объёмы производства сигарет регламентируются квотами, которые устанавливаются Советом Министров Республики Беларусь ежегодно. Фабрики производят как собственные марки сигарет, так и продукцию по лицензии крупных мировых компаний — Japan Tobacco International (около 25 % рынка), British American Tobacco, Imperial Tobacco и другие. При этом гродненская фабрика в основном производит собственные марки сигарет, а большая часть продукции «Табак-инвеста» производится по лицензии. До середины 2000-х годов гродненская фабрика «Нёман» специализировалась на дешёвых сигаретах низшей ценовой категории, «Табак-инвест» — на производстве сигарет среднего ценового сегмента. Однако по мере роста доходов населения спрос на дешёвые марки снижался, и гродненская фабрика постепенно расширила линейку производимой продукции, нарастив выпуск сигарет среднего класса.
Производство сигарет на регулируемом рынке с ограниченным числом участников характеризуется очень высокой рентабельностью: рентабельность гродненской фабрики в 2016 году составила 53,8 %, в 2018 году чистая прибыль составила 186,5 млн рублей (около 86 млн долларов).
Производство сигарет пополняет республиканский и местные бюджеты за счёт растущих акцизов и прочих налогов. Так, Гродненская табачная фабрика в 2017 году стала крупнейшим налогоплательщиком Гродненской области. В 2017 году совокупные доходы государства от табачной отрасли оценивались в 500 млн долларов. Некоторая часть прибыли гродненской табачной фабрики (17,3 млн руб., или около 8,5 млн долларов, по итогам работы в 2017 году) направляется в Фонд национального развития. После того, как «Беларуськалий» приостановил перечисления в этот фонд в связи с затратами на освоение нового месторождения, табачная фабрика стала крупнейшим донором этого фонда.
Существенная часть продукции экспортируется: по официальным данным, в 2014 году было экспортировано более 10 млрд сигарет из 34,8 млрд произведённых. Основные рынки сбыта — Молдавия, Украина, Литва. Существует проблема неучитываемого «серого» экспорта — в страны как Евросоюза, так и Евразийского экономического союза. Главной причиной распространения контрабанды сигарет в страны Евросоюза считается многократная разница в цене: в 2018 году средние цены на сигареты в Польше были выше примерно в 5 раз. В Россию сигареты (в основном наиболее дешёвых марок) активно вывозятся из-за отсутствия таможенного контроля; там их доля занимает до 17-21 % рынка в Смоленской и Брянской областях и на Северном Кавказе. По оценке KPMG, в 2016 году контрабандные белорусские сигареты заняли 5 % потребления сигарет в Польше, 14,5 % в Литве и 16,65 % в Латвии. В Евросоюз сигареты контрабандно ввозятся не только через границу с Литвой и Польшей, но также через Украину и непризнанное Приднестровье. При этом ещё в конце 1990-х — начале 2000-х годов в стране была актуальной проблема нелегального импорта сигарет. Известно также о подделке белорусских сигарет в России с их последующей нелегальной продажей.
В производстве сигарет используется только импортное сырьё. До середины XX века в БССР выращивалось довольно много махорки. В 2004 году Гродненский аграрный университет организовал опытные посевы табака, однако его качество оказалось неудовлетворительным для промышленного использования. В 2019 году компания Алексея Олексина получила статус специмпортёра табачного сырья в страну.

## Прочие отрасли

### Соль
В Мозыре действует завод ОАО «Мозырьсоль» по производству поваренной соли путём выкачивания насосами соляного раствора из месторождения.

### Рыба
Отсутствие выхода к морю у независимой Республики Беларусь, небольшая мощность пресноводных рыбоводческих хозяйств и отсутствие крупных государственных предприятий стимулировали частную инициативу в отрасли. В 1990-е годы в Бресте начали работать крупнейшие в стране частные рыбные компании (рыботорговая «Санта Импэкс Брест» и рыбоперерабатывающая «Санта-Бремор» (с 2021 года —  «Bremor»), контрольный пакет акций которых принадлежит Александру Мошенскому, активному также в производстве молочных продуктов), в Новогрудке — «Леор Пластик». Другие значительные рыбо перерабатывающие компании — «Просма», «Вкус рыбы плюс», «Виталюр». Введение Россией санкций против Евросоюза в 2014 году привело к изменению структуры рынка. Компании Мошенского-отца первоначально занимались очисткой креветок из сырья, поставлявшегося нидерландской компанией. После роста экспорта креветок в Россию в 2014 году Мошенский заявлял в СМИ, что «белорусские креветки» являются продуктом достаточно глубокой переработки сырья из третьих стран, не попавших под российские санкции (Чили, Вьетнам, Индия, Перу). В начале 2010-х годов в Минске планировала открыть производство литовская Viciunai Group, но от реализации проекта отказались. Государственные предприятия отрасли представлены предприятиями «Минскрыбпром» и «Белрыба», которые в 2011 году были объединены с целью акционирования и возможной продажи.
В 2018 году предприятия отрасли произвели 114,4 тыс. т рыбы, морепродуктов и рыбных консервов, в том числе 24,2 тыс. т вяленой, сушёной, копчёной, солёной рыбы, и 76,7 тыс. т приготовленных и консервированных продуктов из рыбы и икры.

### Солод
Крупнейшее предприятие отрасли — ОАО «Белсолод» (Ивановский солодовенный завод, Брестская область), построенное в 1989 году. «Белсолод» входит в концерн «Белгоспищепром». В начале 2000-х годов в отрасли действовали также ОАО «Дрожжевой комбинат» (Минск), «Криница» (Минск), «Молодечнопиво», Оршанский, Полоцкий и Слуцкий пивзаводы. В 2002 году все предприятия республики произвели 72 тыс. т солода (в т.ч. 62,7 тыс. т — на ОАО «Белсолод», почти вся продукция которого тогда экспортировалась в Россию). Вторым по объёму производства считается «Криница», самостоятельно обеспечивающая большую часть собственных нужд в солоде.

### Пище концентраты
Единственным производителем пищевых концентратов является ОАО «Лидапищеконцентраты». Несколько предприятий, включая «Лидапищеконцентраты», занимаются расфасовкой приправ.

## Подготовка кадров
Единственным профильным вузом по подготовке специалистов с высшим образованием для пищевой промышленности в Республике Беларусь является Могилёвский государственный университет продовольствия. Инженеров по некоторым специальностям готовят Белорусский государственный технологический университет, Брестский государственный технический университет, Гродненский государственный аграрный университет.
Специалистов со средним специальным и профессионально-техническим образованием по специальности «Технология пищевых производств» по различным направлениям готовят в Барановичском технологическом колледже Белкоопсоюза, Молодечненском государственном политехническом колледже, Могилёвском государственном технологическом колледже, Витебском индустриально-педагогическом колледже, по специальности «Машины и аппараты пищевых производств» — в Молодечненском государственном политехническом колледже и Пинском государственном аграрно-техническом колледже, по специальности «Технология переработки растительного и животного сырья (Технология жиров, эфирных масел и парфюмерно-косметической продукции)» — в Минском государственном областном колледже, по специальности «Мехатроника (производство пищевых продуктов)», по ряду специальностей пищевой промышленности — в Гомельском государственном профессиональном многопрофильном лицее, по специальности «Технология хранения и переработки животного сырья» — в Слуцком государственном колледже, «Технология хранения и переработки животного сырья (молоко и молочные продукты)» — в Оршанском государственном колледже продовольствия, по специальности «Производство, хранение и переработка продукции растениеводства» — в Минском государственном областном колледже и Жиличском государственном сельскохозяйственном колледже.